# Sexueller Missbrauch in der römisch-katholischen Kirche in Deutschland
Sexueller Missbrauch in der römisch-katholischen Kirche in Deutschland wurde zu Beginn des Jahres 2010 ein Thema von breitem öffentlichem Interesse. Ein Zeitungsbericht zu Missbrauchsfällen am Canisius-Kolleg in Berlin löste eine Welle der Berichterstattung aus, durch die immer mehr Fälle des sexuellen Missbrauchs in der römisch-katholischen Kirche in Deutschland bekannt wurden. In den Vereinigten Staaten und in Irland war die Öffentlichkeit schon früher auf das Problem des sexuellen Missbrauchs in der römisch-katholischen Kirche aufmerksam geworden. Schwerpunktmäßig waren die Opfer zwischen 14 und 17 Jahre alt, zu Übergriffen kam es vielfach im Umfeld der Messdienerarbeit, bei Ferienfreizeiten und in Internaten.
Unter dem Druck anhaltender Kritik reagierte die römisch-katholische Kirche in Deutschland, insbesondere die Deutsche Bischofskonferenz, seit dem Krisenjahr 2010 mit zahlreichen Maßnahmen zur Aufarbeitung und Prävention. Dazu zählen unter anderem aufklärende Gutachten, Missbrauchs- und Präventionsbeauftragte in den Bistümern, die mehrfache Weiterentwicklung der kirchlichen Leitlinien zum sexuellen Missbrauch bis zur aktuellen Missbrauchsordnung und Zahlungen an Missbrauchsopfer. Die von der Deutschen Bischofskonferenz in Auftrag gegebene, im Jahr 2018 veröffentlichte MHG-Studie ermittelte erstmals detaillierte Daten für ganz Deutschland und gab den Anstoß für den Synodalen Weg.

## Geschichte bis 1945

### Mittelalter und frühe Neuzeit
Wissenschaftliche Studien zum sexuellen Missbrauch von Minderjährigen in früheren Epochen lagen bisher kaum im Fokus der Forschung. 2013/2015 beschäftigte sich der Kirchenhistoriker Ulrich Lehner mit der internen Klostergerichtsbarkeit in der frühen Neuzeit, die bemüht war, ein Bekanntwerden nach draußen zu vermeiden; Fälle von Kindesmissbrauch fand er nur wenige, die – bei Einschaltung des Bischofs – streng bestraft worden seien. Im Jahr 2018 erschien ein Überblicksartikel des Mediävisten Peter Dinzelbacher zur „Pädophilie im Mittelalter“, der eine Reihe von Beispielen aus mittelalterlichen Klöstern aufzeigte, sich aber auch mit Quellenproblemen beschäftigte: Auch Zwanzigjährige konnten als pueri parvoli („sehr kleine Jungen“) oder Fünfundzwanzigjährige als pueri monasterii („Jungen des Klosters“) gelten und die Altersangaben zum selben Fall in einzelnen Handschriften stark variieren. In einer 2020 erschienenen Studie zeigt Dyan Elliott, wie die skandalvermeidende Politik, die sie auf allen Ebenen der kirchlichen Hierarchie nachweisen kann, in Verbindung mit dem Gebot des klerikalen Zölibats zu einem weit verbreiteten sexuellen Missbrauch von Jungen und männlichen Jugendlichen von der Spätantike bis zum späteren Mittelalter geführt habe. Dinzelbacher weist in einer insgesamt positiven Rezension zu Elliotts Werk darauf hin, dass es darin „mindestens ebenso ausführlich um mittelalterliche Homosexualität generell wie speziell um Pädophilie“ gehe, und auf die generellen, nicht zu überwindenden Problematiken der Beschäftigung mit diesem Thema: insbesondere die unscharfe mittelalterliche Terminologie (bspw. dass puer [„Junge“] auch einen erwachsenen Krieger meinen kann) sowie das frühe gesetzliche Heiratsalter, ab dem man nicht mit dem gegenwärtigen Begriff von Kindesmissbrauch operieren könne. In den normativen Texten „geht es ohnehin ganz grundsätzlich um Sodomie – ohne Spezifizierung des Alters“; bei narrativen Quellen bestehe die Möglichkeit der bloßen Verleumdung. Weiterhin heißt es: „Dennoch ergibt sich durch die Summe der Nachweise ein überzeugendes Bild verbotener, aber von Priestern und Religiosen häufig praktizierter gleichgeschlechtlicher Sexualität, die fast stets ohne weiterreichende Konsequenzen blieb“.

### 19. Jahrhundert
Vorwürfe sexuellen Missbrauchs durch Geistliche und Ordensleute erhob der Pfaffenspiegel, ein in Deutschland weit verbreitetes antiklerikales Buch. Der Verfasser Otto von Corvin bemühte sich, die katholische Kirche als vernunftfeindlich und bigott darzustellen. Zu diesem Zweck breitete er über lange Strecken den Topos des „geilen Pfaffen“ aus, der die intime Situation der Beichte sexuell ausnutze, wie sie etwa in zahlreichen Schwänken und Mären des Spätmittelalters und der Frühen Neuzeit immer wieder erzählt und variiert wurde. Anders als in der frühneuzeitlichen Dichtung, in der Pädokriminalität nicht vorkommt, erging sich Corvin auch in der Schilderung von angeblichen „schändlichen Verführungen, denen die unter Leitung der Mönche stehenden Knaben ausgesetzt sind, und ein jeder Vater wird daraus erkennen können, wie höchst gefährlich es für seine Kinder ist, wenn er diese in Klosterschulen unterrichten lässt“.
Die Historikerin Irmtraud Götz von Olenhusen untersuchte in einer sozialhistorischen Arbeit von 1994 den badischen Klerus im 19. Jahrhundert und kam dabei auch auf mehrere Fälle zu sprechen, in denen Priestern Vergewaltigung oder Unzucht mit Minderjährigen vorgeworfen wurde.

### Zeit des Nationalsozialismus
Auf Grund von rund 2500 Ermittlungsverfahren wurden etwa 250 Strafprozesse eröffnet, wovon 40 mit einem Freispruch oder Einstellungen endeten. 64 geständige Priester und 170 Ordensangehörige wurden zumeist mit Freiheitsstrafen zwischen einem und zwei Jahren bestraft. Die Verfahren wurden vor ordentlichen Landgerichten geführt. Die Urteile der Landgerichte aufgrund §§ 174 und 175 erscheinen „durchwegs juristisch vertretbar“ zu sein. Im Hirtenbrief der Fuldaer Bischofsversammlung vom August 1936 „hatte der deutsche Episkopat amtlich und öffentlich klargestellt, daß die Kirche gegen die Koblenzer Prozesse keinen Einspruch erhebe“, zugleich wurde aber die NS-Propaganda, die gegen die katholische Kirche generell vorgehe, zurückgewiesen. Der Vorwurf des sexuellen Missbrauchs wurde im Kampf der Nationalsozialisten gegen die katholische Kirche (Kirchenkampf) zur Diffamierung und Verfolgung von Geistlichen verwendet.
Als Fall eines sexuellen Missbrauchs von Abhängigen in den 1930er- und 1940er-Jahren sind beispielsweise die Übergriffe des Internatsleiters der Regensburger Domspatzen, Friedrich Zeitler, zu nennen. Der Priester Zeitler gestand 1959 in einem Strafprozess wegen „Unzucht mit Abhängigen“, dass er einen Zögling bereits 1941 im Domspatzen-Internat sexuell missbraucht hatte.

## Entwicklung seit 1945

### Vertuschung durch verdeckte Tätigkeit im Ausland
Angestoßen durch die im September 2021 veröffentlichten Studie über sexualisierte Gewalt im Bistum Hildesheim in den Jahren 1957 bis 1982 ergab eine von der Deutschen Bischofskonferenz 2021 initiierte unabhängige Untersuchung von Akten der Koordinationsstelle Fidei donum Anhaltspunkte dafür, dass der aus dem Erzbistum Freiburg stammende Auslandsseelsorger und spätere Bischof von Santo Domingo de los Colorados (Ecuador), Emil Stehle, in mehreren Fällen durch Namenscodierungen, Tarnadressen und Unterhaltshilfen dafür gesorgt hatte, dass sich wegen Sexualdelikten in Deutschland angeklagte Priester verdeckt in verschiedenen Ländern Lateinamerikas aufhalten konnten. Auch er selber wird beschuldigt, sich mehrmals sexuell grenzverletzend gegenüber Mitarbeiterinnen verhalten zu haben. Stehle war von 1977 bis 1988 Geschäftsführer der bischöflichen Aktion Adveniat und Leiter der Koordinationsstelle, die bei Adveniat angesiedelt ist und der Begleitung von Auslandseinsätzen deutscher Priester dient. Auch in der Zeit nach Stehle herrschten beim Einsatz deutscher Priester in lateinamerikanischen Diözesen massive Kommunikationsdefizite, so ergab die im August 2022 von der Deutschen Bischofskonferenz und Adveniat veröffentlichte Analyse der Koordinationsstelle unter Federführung der Kölner Rechtsanwältin Bettina Janssen: „Zuständige Bistümer informierten sich untereinander weder über die Transfers der Priester zwischen Lateinamerika und Deutschland, noch informierten sie sich über Problemanzeigen oder Sanktionen.“ Für die Kommunikation von problematischen Fällen habe es keine verbindlichen Berichtsstrukturen, Warnverpflichtungen oder ähnliches gegeben, kommuniziert wurde nur „mit denen, die einem gewogen erschienen“, und das auch nur, wenn es notwendig erschien. Felix Neumann leitet aus den Ergebnissen der Untersuchung die Erkenntnis ab, dass die Aufarbeitung von Missbrauch in informelleren Kontexten, bei denen mehrere Bistümer und Hilfswerke in unterschiedlichen Ländern beteiligt sind, noch schwieriger ist als bei einzelnen Bistümern, wo es in überdurchschnittlich regulierten Kontexten mit hierarchischer kirchlicher Verwaltung um Geschehnisse in der diözesanen Pfarrseelsorge gehe. Die Aufarbeitung von Missbrauch in informelleren Kontexten, so Felix Neumann, sei schwieriger, weil hier vermeintlich familiäre Situationen mit gegenseitigem Umgang scheinbar auf Augenhöhe vorlägen. Solche Umstände seien in den Hilfswerken zu erwarten, aber auch in kirchlichen Verbänden.

### 1990er- und 2000er-Jahre
In den 1990er- und 2000er-Jahren lösten Erfahrungsberichte und Medienberichte über sexuellen Missbrauch zumeist noch keine nennenswerte Resonanz aus. Der Betroffene Norbert Denef ging bereits 1993 mit seinem Fall an die Öffentlichkeit und erinnerte sich später: „Da ist gar nichts passiert.“ Jörg Schindler meinte, nach seinem Bericht über Missbrauch an der nicht kirchlich getragenen Odenwaldschule im Jahr 1999 sei „de facto nach der Erstveröffentlichung irgendwie gar nichts passiert“. Als Franz Wittenbrink, Ex-Internatsschüler der Regensburger Domspatzen, 2008 in einem Rundfunk-Interview über sexuelle Demütigungen bei den Regensburger Domspatzen berichtete, folgte „kein Echo, nichts“.
1993 forderte der Bund der Deutschen Katholischen Jugend in einem Brief an die Deutsche Bischofskonferenz die Integration des Themas Sexuelle Gewalt in die Lehrpläne für die Aus- und Fortbildung, die Einrichtung von kirchlichen Beratungsstellen für die Opfer und die Bereitstellung von Therapieplätzen für die Täter.
Im Jahr 1995 leitete die Staatsanwaltschaft Kassel Ermittlungsverfahren gegen Weihbischof Johannes Kapp und Erzbischof Johannes Dyba ein, um die Praxis der Versetzung ohne Amtsenthebung pädokrimineller Priester zu überprüfen. Das Verfahren wegen Verletzung der Fürsorgepflicht wurde bereits im November 1996 wegen geringer Schuld (gem. § 153 Abs. 1 StPO) wieder eingestellt. Die Generalstaatsanwaltschaft Frankfurt am Main hob am 17. Januar 1997 die Entscheidung der Staatsanwaltschaft Kassel auf und stellte das Verfahren gegen Kapp und Dyba gemäß § 170 Abs. 2 StPO ein (Az. Zs 2187/96). In strafrechtlicher Hinsicht sah diese Behörde nicht einmal mehr eine geringe Schuld der Bischöfe. Ein Klageerzwingungsverfahren, das die Mutter eines missbrauchten Messdieners angestrengt hatte, wurde am 5. März 1997 durch das Oberlandesgericht Frankfurt am Main aus formalen Gründen verworfen (Az. 2 WS 19/97 + 2 ARs 26/97).
Als im Frühjahr und Sommer 2002 einige Fälle bekannt wurden, sprachen Journalisten und Fachleute bereits vom Bröckeln der „Mauer des Schweigens“. Der sowohl für Institutionen und Familien gültige Topos von der „Mauer des Schweigens“ bezieht sich gleichermaßen auf das Schweigen der Opfer aus Scham- und Schuldgefühlen und auf die Strategien der Täter und ihrer Unterstützer, die Taten zu verschleiern. Eine längere Aufmerksamkeit fanden die Berichte in der Bundesrepublik Deutschland jedoch nicht.
Der Jesuit Andreas Batlogg sprach 2002 die Verbrechen öffentlich an und forderte gemäß dem Grundsatz „Opferschutz geht vor Täterschutz“ ein Ende der Vertuschung. Für die Dokumentation Tatort Kirche: Sexueller Missbrauch durch Priester des Südwestrundfunks, die am 1. September 2002 gesendet wurde, hatte mehr als die Hälfte der 27 deutschen Bistümer dem Filmemacher Thomas Leif gegenüber mindestens 47 Fälle in den vergangenen 30 Jahren schriftlich eingeräumt. Während einige Diözesen konkrete Angaben verweigert hätten, seien insbesondere die Bistümer Hildesheim und Rottenburg-Stuttgart offen mit dem Thema umgegangen.
In einem Bericht aus dem Jahre 2007 erwähnte die Zeit zwei Priester des Bistums Würzburg (darunter einen Fall aus Sandberg), die sexuelle Übergriffe auf Kinder begangen hatten. Erwähnt wurden zudem ein Fall aus Krefeld, Bistum Aachen, ein verurteilter Pfarrer aus Hessen, ein zurückgetretener Pfarrer aus dem Allgäu, ein zu zwei Jahren Haft verurteilter Priester aus dem Emsland, ein schwäbischer Pfarrer, der wegen Missbrauchs in 59 Fällen zu drei Jahren Haft verurteilt wurde, ein Seelsorger aus Coburg und ein Pater aus Südbaden, die beide zu zwei Jahren verurteilt worden waren. In dem Bericht wurde erneut auf Klaus Jung verwiesen, der 1995 von der Diözese Hildesheim wegen Verdachts der Pädophilie suspendiert worden war. Zum Zeitpunkt des Berichts liefen gegen Priester in der Bundesrepublik 13 Verfahren.
Im September 2007 distanzierte sich die Bischofskonferenz erneut von Priestern, die des sexuellen Missbrauchs schuldig werden. Kardinal Karl Lehmann betonte, dass jeder Fall ein Fall zu viel sei und die Kirche alles tun wolle, um diese „mit allen Kräften aufzudecken“. Wenn jemand schuldig geworden sei, dürfe er auf gar keinen Fall in der normalen Seelsorge beschäftigt werden. Lehmann äußerte sich damit erstmals zu dem mutmaßlichen Missbrauchsfall in der Diözese Regensburg, wo entgegen den Richtlinien von 2002 ein bereits einschlägig vorbestrafter Geistlicher in einer Gemeinde eingesetzt wurde und dort im August unter dem Verdacht verhaftet wurde, jahrelang einen Ministranten missbraucht zu haben.
Ein in Viechtach und Riekofen tätig gewesener Priester wurde in den Jahren 2000 und 2008 jeweils zu Freiheitsstrafen wegen sexuellen Missbrauchs von Kindern verurteilt, im zweiten Fall ohne Bewährung.
2006 erschien das Buch Schläge im Namen des Herrn; es dokumentierte Ausbeutung, Misshandlung und sexuellen Missbrauch in Kinderheimen in der Zeit zwischen 1945 und 1970, darunter auch in kirchlich geführten. Die Bedingungen waren infolge der Heimkampagne der APO Ende der 1960er-Jahre verbessert worden. Im November 2008 fand eine Anhörung vor dem Petitionsausschuss des Deutschen Bundestages statt.
Zur Aufarbeitung wurde deswegen Anfang 2009 der Runde Tisch Heimerziehung eingerichtet, mit Johannes Stücker-Brüning, Geschäftsführer der Caritaskommission der Deutschen Bischofskonferenz, und Mario Junglas, Direktor des Berliner Büros des Deutschen Caritasverbandes, als Vertretern der katholischen Kirche. Ehemalige Heimkinder berichteten über sexuelle Übergriffe und sexuelle Gewalt unterschiedlichster Formen sowie unterschiedlicher Dauer – bis hin zu schwerer und sich jahrelang wiederholender Vergewaltigung. In den Jahren 1945 bis 1975 unterstanden etwa 60 % der rund 3000 Heime den beiden großen kirchlichen Konfessionen. Als Täter wurden auch Geistliche benannt. Berichtet wurden auch sexuelle Übergriffe durch Mitzöglinge. Der Runde Tisch Heimerziehung geriet in einen heftigen Konflikt mit dem Verein ehemaliger Heimkinder, so dass die Frage aufgeworfen wurde, wer eigentlich berechtigt sei, die Opfer zu vertreten.

### Wendejahr 2010
Der Anstoß für eine gesamtgesellschaftliche Debatte über Missbrauchsfälle in der römisch-katholischen Kirche in Deutschland kam vom Jesuiten Klaus Mertes, Rektor des Canisius-Kolleg in Berlin. Er schrieb wegen mehrerer ihm bekannt gewordener Missbrauchsfälle an Kindern und Jugendlichen aus den 1970er- und 1980er-Jahren einen Brief an die Absolventen der betroffenen Jahrgänge, um damit „beizutragen, dass das Schweigen gebrochen wird“. Dieser Brief wurde am 28. Januar 2010 über die Medien der Öffentlichkeit bekannt.
Der Artikel, der die Diskussion um Missbrauch ins Rollen brachte, erschien in der Berliner Morgenpost zusammen mit Ausschnitten des Briefes. Die Morgenpost titelte auf Seite eins: „Canisius-Kolleg: Missbrauchsfälle an Berliner Eliteschule“. Der Artikel wurde später mit dem Wächterpreis ausgezeichnet. Er löste eine Welle der Berichterstattungen über das Thema aus. Dabei wurden auch Missbrauchsfälle, die schon länger zurücklagen und keine angemessene Aufmerksamkeit erhalten hatten, wieder aufgegriffen, beispielsweise an der Odenwaldschule, einer nicht kirchlich geführten Privatschule, über die schon 1999 in der Frankfurter Rundschau berichtet worden war. Zahlreiche weitere Meldungen von Opfern führten zu einer deutschlandweiten Debatte über sexuellen Missbrauch in der römisch-katholischen Kirche im In- und Ausland.
Anfang Februar 2010 berichtete der Spiegel über eine von ihm durchgeführte Umfrage unter den 27 Bistümern in Deutschland. 24 Bistümer machten Angaben. Demnach waren seit 1995 insgesamt mindestens 94 Verdachtsfälle von Missbrauch durch Kleriker und Laien bekannt geworden; in 30 Fällen kam es zu Verurteilungen. Keine Angaben machten die Bistümer Limburg, Regensburg und Dresden-Meißen. Im Lauf des Jahres wurden sehr viele weitere Fälle des sexuellen Missbrauchs in der römisch-katholischen Kirche in Deutschland bekannt. Diese meisten dieser „neuen“ Fälle lagen zeitlich weit zurück, die meisten Täter waren inzwischen krank und alt oder tot.

#### Kirchliche Reaktionen
Pater Klaus Mertes, der Rektor des Berliner Canisius-Kollegs, kritisierte Ende Januar 2010 die Haltung gegenüber Homosexualität in der römisch-katholischen Kirche: „Die Kirche leidet an Homophobie. Homosexualität wird verschwiegen. Kleriker mit dieser Neigung sind unsicher, ob sie bei einem ehrlichen Umgang mit ihrer Sexualität noch akzeptiert werden.“ Anfang Februar beklagte er in einem Interview das Vertuschen und das Nichthören in der Kirche: „Wenn der Missbrauch nicht nur in der einzelnen Missbrauchstat besteht, sondern auch in dem Verdecken und Nichthören in dem Moment, wo die Opfer anfangen zu sprechen, stellt sich uns als Kirche die Frage, was uns daran hindert, den Opfern zuzuhören. […] Warum wird vertuscht? Doch nicht, weil die Vertuscher pädophil sind! Weil das vertuschende System Interessen hat und Ängste.“
Am 3. Februar 2010 nahm der Bischof des Bistums Hildesheim, Norbert Trelle, in einem offenen Brief, der in der Kirchenzeitung abgedruckt und am 7. Februar 2010 als Hirtenbrief in allen Gottesdiensten verlesen wurde, Stellung zu den Ende Januar bekannt gewordenen Missbrauchsfällen in seinem Bistum. Die Fälle erfüllten ihn „mit Scham und Empörung“. Das Bistum werde alles daran setzen, für Aufklärung zu sorgen, und alles unternehmen, um solche Taten zu verhindern. Er rief eventuelle weitere Geschädigte auf, sich zu melden, bot allen Opfern Begleitung und Hilfe an, bat aber auch, vom Einzelfall nicht auf einen ganzen Berufsstand zu schließen. Der frühere Bischof des Bistums Hildesheim, Josef Homeyer, gab zu, dass die Missbrauchsfälle von der Kirchenleitung eindeutig unterschätzt worden seien. Einer der beiden beschuldigten Jesuiten sei nach seinem Austritt aus dem Orden als Diözesanpriester ins Bistum Hildesheim inkardiniert worden. Als dort Vorwürfe gegen ihn erhoben worden waren, habe die Bistumsleitung dies nicht in ausreichender Weise ernst genommen. Das aufgrund einer Beschwerde ausgesprochene Verbot der Jugendarbeit habe „das Bistum nicht konsequent durchgehalten“, und nach weiteren Vorwürfen wegen Belästigung sei der betroffene Priester 1997 erneut nur versetzt worden.
Der Beauftragte für sexuellen Missbrauch im Bistum Dresden-Meißen, Prälat Armin Bernhard, vertrat Anfang Februar 2010 die Auffassung, man habe das Thema Pädophilie zu lange tabuisiert: „Früher hat man den Fehler gemacht, dass man diejenigen versetzt hat. Dann kann es immer weitergehen.“
Der damalige Bischof des Bistums Augsburg, Walter Mixa, sagte am 15. Februar 2010 in einem Interview: „Die sogenannte sexuelle Revolution, in deren Verlauf von besonders progressiven Moralkritikern auch die Legalisierung von sexuellen Kontakten zwischen Erwachsenen und Minderjährigen gefordert wurde, ist daran sicher nicht unschuldig.“
Der Beauftragte der Deutschen Bischofskonferenz für Missbrauchsfälle, Bischof Stephan Ackermann, widersprach Anfang April 2010 in einem Interview: „In den 70er Jahren haben sich die pädagogischen Vorstellungen durchaus verändert. Aber für den Missbrauch an Kindern und Jugendlichen können wir die sexuelle Revolution nicht verantwortlich machen. Verantwortlich sind die Täter.“ Er forderte eine Verschärfung der kirchlichen Leitlinien und forensische Gutachten für jeden Täter unabhängig von der Verjährung.
Der Bischof des Bistums Osnabrück Franz-Josef Bode, warnte am 17. Februar 2010 als damaliger Vorsitzender der Jugendkommission der Deutschen Bischofskonferenz davor, den Skandal um sexuellen Missbrauch an katholischen Jesuiten-Kollegs herunterzuspielen. Die Kirche könne sich nicht damit herausreden, „dass andere es auch tun“. Da die Kirche eine Instanz mit hohen moralischen Anforderungen sei, sei dies eine besondere Herausforderung.
Am 22. Februar, zu Beginn der Frühjahrs-Vollversammlung der Deutschen Bischofskonferenz, äußerte sich Erzbischof Robert Zollitsch als Vorsitzender erstmals zum Missbrauchsskandal. Er entschuldigte sich bei den Missbrauchsopfern, sagte aber auch, es handle sich nicht um ein systemisches Problem der Kirche. Der Missbrauch habe „nichts mit dem Zölibat und nichts mit der Sexuallehre der Kirche zu tun“. Zollitsch forderte eine „lückenlose und absolut transparente Aufklärung“ und lobte in diesem Zusammenhang den Jesuitenorden.
Im März 2010 reiste Zollitsch nach Rom, um die in Deutschland bekanntgewordenen Missbrauchsfälle zu besprechen. Der Papst habe bei dieser Gelegenheit die deutschen Bischöfe ermutigt, „den eingeschlagenen Weg der lückenlosen und zügigen Aufklärung konsequent fortzusetzen“. Die Leitlinien der Bischofskonferenz sollten „kontinuierlich angewendet und wo notwendig verbessert“ werden. Zollitsch erklärte weiterhin: „Wir nehmen unsere Verantwortung sehr deutlich wahr“. Ziel müsse es jetzt sein, „die Wunden der Vergangenheit zu heilen und mögliche neue Wunden zu vermeiden“. Er bat die Opfer erneut um Vergebung und sagte, die Bischöfe würden auch beraten, ob weitere Hilfen für Opfer möglich seien.
Der deutsche Provinzial der Salesianer Don Boscos, Josef Grünner, erklärte im Februar 2010, dass er bei der Aufklärung allen gerecht werden wolle. Jedoch wisse er bei Gesprächen mit den Opfern nicht, wie er mit Entschädigungsforderungen für nicht mehr zweifelsfrei aufklärbare Vorkommnisse umgehen solle. Es gebe Trittbrettfahrer und Briefeschreiber, die mit weiteren Enthüllungen in der Presse drohen, um ihren Forderungen Nachdruck zu verleihen. Grünner wollte insbesondere die Prävention stärken. Bei den Salesianern solle ein Stab zur Aufklärung von vergangenen Fällen zusammen mit den Heimleitern neue Standards erarbeiten. Geplant war eine Vertrauensperson an jedem Standort und die Einführung einer Meldepflicht für alles, was auf Missbrauch oder Misshandlung hindeuten könnte. Grünner sagte auch, aufgrund ihrer Gelübde blieben schuldig gewordene Mitbrüder weiterhin Teil der Ordensfamilie.
Der Kardinal Karl Lehmann bezeichnete Anfang März 2010 den Vorwurf, die Kirche betreibe bei diesem Thema ein geradezu „systematisches Vertuschen“, als Verleumdung. Die römisch-katholische Kirche sei im Jahr 2002 die erste gesellschaftliche Gruppe gewesen, die sich Leitlinien für den Umgang mit Tätern und Opfern gegeben habe, und die Leitlinien seien seither zweimal mit Experten überprüft worden. Eine Verharmlosung oder gar Verniedlichung von Fällen sei heute in jedem Fall unerlaubt und eine lückenlose Aufklärung ohne Ansehen der Person verpflichtend. Umgekehrt gehöre es aber zum Schutz der Person, keine Verurteilung ohne eindeutigen Beweis vorzunehmen. Anfang Februar hatte er in einem Interview erklärt, es gebe Täter, die „einmal ausrutschen“ und die man dann nicht einfach lebenslang „aus der beruflichen Aktivität ausschließen“ könne.
Gebhard Fürst, Bischof von Rottenburg-Stuttgart, bat in einem Bußritus im Rottenburger Dom St. Martin um Vergebung. Man müsse sich eingestehen, dass „Strukturen der Kirche ein Wegschauen begünstigt und die Verantwortlichen in der Kirche leichtfertig über die Schuld hinweggesehen“ hätten. Er rief die Geistlichen dazu auf, „noch größere Aufmerksamkeit gegenüber übergriffigem und missbräuchlichem Verhalten und eine christliche Kultur der Achtsamkeit“ zu entwickeln. Der Bischof von Münster, Felix Genn, bat die Opfer um Vergebung für die „entsetzlichen sexuellen Übergriffe“. Die Kirche sei „durch diese schändlichen Vergehen schwer verletzt, ihr Antlitz entstellt“, ein Prozess der Reinigung sei notwendig. Er fühle „tiefe Erschütterung, Beschämung und Schmerz“. Das Leid der Opfer sei „unsäglich, ihre Wunden tief“. Bischof Genn warnte jedoch auch vor einem Generalverdacht, dem sich viele Priester ausgesetzt sähen. Weiterhin führte er aus: „Wir als Kirche sind gefordert, wahrhaft Buße zu tun, in Stellvertretung und Sühne für all das, was geschehen ist.“
Im März 2010 klagte der Regensburger Bischof Gerhard Ludwig Müller, die Medien betrieben eine „Kampagne gegen die Kirche“, die ihn an die NS-Zeit erinnere. Der Kurienkardinal Walter Kasper, der sich zu dieser Zeit im Rahmen der Landessynode der Evangelischen Kirche in Weiden aufhielt, distanzierte sich von dieser Medienschelte. Priester wie Georg Eckl aus Garching berichteten von einer großen Unsicherheit. So sagte er: „Darf ich einem Kind überhaupt noch über den Kopf streichen? Was ist, wenn sich ein Kind im Kindergarten auf meinen Schoß setzt?“
Der Priesterrat des Bistums Osnabrück setzte sich im März für die lückenlose Aufklärung von sexuellen Missbrauchsfällen ein. Die Kirche könne das verlorene Vertrauen nur wiedergewinnen, wenn sie die Straftaten konsequent verfolge, sagte der Sprecher des Priesterrats der Diözese, Reinhard Molitor. „Insgesamt ist das Vertrauen in die Kirche – auch bei uns – gesunken“, sagte Molitor. „Ich denke, dass die überwiegende Meinung die ist, dass wir nicht genug tun“, betonte der Priester.
Anlässlich einer Pressekonferenz am 30. März 2010 dankte Bischof Ackermann Klaus Mertes dafür, dass er mit seinem Vorgehen „eine Tür geöffnet und eine bisher vorherrschende Sprachlosigkeit überwunden“ habe. Anfang April 2010 schrieb Mertes, er könne noch nicht ermessen, wie groß die von ihm ausgelöste „Lawine“ in Deutschland und Europa sei, die „in diesen Tagen über die Kirche hinwegfegt, über Schulen, Vereine und Familien“. Man könne sich ihr nicht entziehen. Die Kirche müsse überlegen, was sie aus den Missbrauchsfällen lernen könne.
Am 31. März 2010 wurde der Vorschlag Bischof Ackermanns bekannt gemacht, im Rahmen der traditionellen Großen Fürbitten der Karfreitagsliturgie eine „besondere Fürbitte“ für die Missbrauchsopfer einzufügen. Auf die Bitte „für die Kinder und Jugendlichen, denen […] großes Unrecht angetan wurde, die missbraucht und an Leib und Seele verletzt wurden“, folgte in dem vorgeschlagenen Text eine zweite Bitte für „diejenigen, die schuldig geworden sind und sich schwer versündigt haben an jungen Menschen, die ihrer Sorge und Obhut anvertraut waren“. Bischof Ackermann lud alle Mitglieder der Deutschen Bischofskonferenz ein, die Fürbitte in ihren Bistümern zu übernehmen. 21 von 27 Bistümern gaben den Vorschlag unverändert an ihre Priester für die Gottesdienste weiter. In den meisten anderen Bistümern wurden entweder eigene Texte verwendet oder man verwies darauf, dass in der Karwoche schon Gebetsinitiativen stattgefunden hatten.
Der Hamburger Weihbischof Hans-Jochen Jaschke sagte im April: „Es wird auch in Zukunft Schlimmes passieren. Aber wenn es in der Kirche passiert, muss es uns ganz besonders beschämen.“
Der Bischof des Bistums Essen, Franz-Josef Overbeck, bat die Opfer von sexuellem Missbrauch innerhalb des Ruhrbistums auf einer Pressekonferenz am 5. Mai 2010 um Entschuldigung. Die ungeheuerlichen Taten beschämten ihn und machten ihn fassungslos. Er bitte alle Opfer eines sexuellen Missbrauchs für das ihnen zugefügte Leid um Entschuldigung und denke auch an das Leid der Angehörigen. Da die Kirche laut Overbeck ein anspruchsvolles moralisches Programm vertritt, „stellen wir uns den Tatsachen, um unserer Verantwortung und unserem Anspruch gerecht zu werden“. Missbrauch dürfe in der Kirche keinen Platz haben. Schuldige müssten sowohl nach den Gesetzen des Staates als auch nach Maßgabe der Kirche bestraft und für ihre Verbrechen haftbar gemacht werden. Auch die Kirche habe sich schuldig gemacht, wann immer sie weggesehen und solche Taten vertuscht und die Täter nicht zur Rechenschaft gezogen und die Taten nicht angezeigt habe. Overbeck bekräftigte seinen Wunsch, mit Opfern und deren Angehörigen zu sprechen.
Der Bischof von Aachen, Heinrich Mussinghoff, versprach in einem Brief im September 2010, der in allen Gottesdiensten verlesen werden sollte, alles dazu beizutragen, verlorenes Vertrauen und Glaubwürdigkeit wiederherzustellen. „Dazu gehört, den Opfern Gehör zu verschaffen und ihnen Hilfen zur Verarbeitung des Erlebten und Erlittenen anzubieten.“
Der damalige Kölner Erzbischof, Joachim Meisner, erklärte im September am Rande eines Medienempfangs in Köln in Bezug auf einen geständigen Priester, er wisse nicht, „was ich mit ihm anfangen soll“. Ihn in einer Gemeinde arbeiten zu lassen, sei undenkbar, aber: „Ich kann ihn doch nicht in den Rhein werfen.“ Barmherzigkeit müsse für alle gelten, auch wenn das manchmal schwerfalle.
Der Generalvikar des Bistums Osnabrück erklärte im Oktober 2010: „Dieses Thema werden wir sicherlich behalten. Es gibt aber auch die Chance, hierbei die heilsam-therapeutische Wirkung des Glaubens zu erfahren. Es würde mich freuen, wenn die Menschen in fünf Jahren über diese Phase sagen, dass die Kirche daraus gelernt hat. Die Kirche wird aber sicherlich auch in Zukunft eine sündige Kirche in einer sündigen Welt bleiben.“
Der Münchner Erzbischof Reinhard Marx erläuterte aus Anlass zu einer zweitägigen Konferenz der bayerischen Bischöfe im November 2010, dass man „offen und transparent“ sein, aber auch „gründlich arbeiten“ wolle. Die Aufarbeitung sei aber nicht einfach: „Nicht in allen Akten steht alles drin.“ Aussagen von Zeugen über Verstorbene müsse man sich genau anhören. „Man muss vorsichtig sein mit Schuldzuweisung.“ Die Kirche wolle nichts verschleiern. Es müsse aber genau geprüft werden, was „glaubwürdig und wahrheitsgemäß“ zu den vergangenen 60 Jahren gesagt werden könne.
Am 28. November 2010 legte Bischof Franz-Josef Bode vor 600 Gläubigen im Osnabrücker Dom ein großes Schuldbekenntnis und bat die Missbrauchsopfer um Vergebung. Er äußerte seine Fassungslosigkeit über die Missbrauchsfälle und sagte: „Um des Ansehens der Kirche willen wurden Täter geschützt und Opfer ein zweites Mal geopfert.“ Er sprach von den Schattenseiten seiner Kirche und einer Atmosphäre, die die Verschleierung solcher Taten oft ermöglicht habe. Er rief wiederholt dazu auf, dass die Kirche sich erneuern müsse. Rechtskatholische Kreise warfen Bode daraufhin einen „Missbrauchswahn“ vor. Ein Betroffener schrieb in einem offenen Brief, der einfachste Weg sei vermieden worden, nämlich Gespräche „unter vier oder sechs Augen“.
Im Jahr 2010 trafen sich mehrere Bischöfe persönlich mit Missbrauchsopfern, darunter der Missbrauchsbeauftragte Stephan Ackermann, der Erzbischof von München und Freising, Kardinal Reinhard Marx, und der Paderborner Erzbischof Hans-Josef Becker. Im Bistum Rottenburg-Stuttgart hatte jedes Missbrauchsopfer die Möglichkeit zu einem persönlichen Gespräch mit Bischof Gebhard Fürst. Mehrere Missbrauchsopfer machten von dieser Möglichkeit Gebrauch.

#### Reaktionen von Laien und Laienverbänden
Martin Lohmann, Jesuitenschüler und Sprecher des Arbeitskreises Engagierter Katholiken in der CDU, erklärte am 4. Februar 2010: „Es geht um Aufklärung. Vertuschen und Verdrängen dürfen keine Chance haben.“ Das Bestreben, Missbrauchsfälle nur im „System Kirche“ oder im Bereich der katholischen Sexuallehre zu suchen, sei in seinen Augen auch eine Form der Vertuschung; diese verhöhne die Opfer zusätzlich und lenke von den Ursachen letztlich ab. „Wer sich seine Erklärungsmuster so simpel zurechtlegt, hat von der Sexuallehre der Kirche ebenso wenig verstanden wie vom Zölibat.“ Einen Generalverdacht dürfe es nicht geben, „weder gegen die Kirche noch gegen den Jesuitenorden noch gegen Homosexuelle“.
Alois Glück, Politiker der CSU und seit 2009 Vorsitzender des Zentralkomitees der deutschen Katholiken, beklagte hinsichtlich des sexuellen Missbrauchs das „Fehlverhalten Einzelner, aber auch das Schweigen und Wegsehen Vieler“. Er plädierte für eine Aufhebung des Zölibats für Priester.
Schüler des Aloisius-Kollegs in Bonn nannten im Februar 2010 die Darstellung ihrer Schule als Ort massenhaften sexuellen Missbrauchs als unangemessen. Auch eine Fixierung der Debatte auf den Zölibat oder die Jesuiten hielten sie für falsch. Sie bekräftigten die Notwendigkeit der Aufklärung der bestehenden Verdachtsmomente und plädierten für die Einrichtung unabhängiger Vertrauensstellen.
Der BILD-Redakteur Albert Link äußerte am 13. März 2010 in seiner Zeitung sein Unverständnis über die Fixierung auf Rom und den Papst und kritisierte die oft geäußerte Meinung, das Problem des Missbrauchs sei nur durch verstärkten Einsatz der Staatsanwaltschaft zu lösen.
Am 15. März 2010 meinte Wolfgang Thierse, Mitglied im Zentralkomitee der deutschen Katholiken, „die Kirche“ müsse aufgrund ihres Anspruchs an sich und andere „mit sich ehrlicher und strenger sein“. Zum Umgang mit den Opfern sagte er: „Ehrliche Aufklärung tut den Opfern eher gut, als dass man sagt, ihr kriegt 5.000, 10.000 oder welche Summe auch immer.“ Den Opfern sei vor allem durch einen radikal offenen Umgang der Gesellschaft mit diesen Verbrechen gedient.
Am 15. März 2010 bezeichnete das Mediennetzwerk „Generation Benedikt“ die Aufnahme der Zölibatsdebatte durch das Zentralkomitee der deutschen Katholiken als unverantwortlich, da so der Generalverdacht gegen Priester gefördert werde. Man dürfe die Opfer nicht aus dem Auge verlieren, indem man „(kirchen-)politische Debatten“ führe. Die Generation Benedikt forderte „Aufklärung statt Politik“.
Der Bund der Deutschen Katholischen Jugend begrüßte am 20. März 2010 die klaren Worte von Papst Benedikt XVI. zu den Missbrauchsfällen in Irland. Leider sei der Papst nicht auf die Situation in Deutschland eingegangen.
Der-Spiegel-Autor Matthias Matussek äußerte am 27. März 2010 ebenfalls sein Unbehagen über die immer stärkere Vermischung der Missbrauchsdebatte mit zahlreichen anderen kirchenpolitischen Themen. Er plädierte für Besonnenheit: „Wir Katholiken sollten uns nicht von den Hysterikern des Tages überrollen lassen. Die Kirche ist in einer ernsten Krise, das ja, aber nicht jeder Vorwurf ist damit gerechtfertigt.“ Die katholische Kirche solle alles unternehmen, um die Missbrauchsfälle aufzudecken und die Unruhe unter den Gläubigen ernst zu nehmen, und das tue sie auch. Ein erneutes Papstwort, wie es der BDKJ forderte, lehnte Matussek ab; der Papst habe sich mehr als deutlich geäußert.
Der Theologe Hans Küng forderte im März 2010 ein Mea culpa des Papstes.
Christa Nickels, Grüne und Mitglied im Zentralkomitee der deutschen Katholiken, sprach im April 2010 vom „größten Vertrauensverlust der katholischen Kirche seit der Hitler-Zeit“.
Im April 2010 legte die „freie katholische Enzyklopädie“ Kathpedia einen Artikel zum Missbrauchsskandal unter dem Titel „Medienkrise 2010“ an, in dem sie gegen die Darstellung in den Medien protestierte. Der unsachgemäße Titel wurde erst nach vier Jahren in „Krise durch sexuellen Missbrauch“ geändert.
Am 2. August 2010 befragte die Süddeutsche Zeitung Ministranten im Zuge der Ministrantenwallfahrt nach Rom zu den Missbrauchsfällen. Ein genereller Missbrauchsverdacht gegen die Kirche wurde dabei abgelehnt. Der Gedanke „Ein fauler Apfel verdirbt den ganzen Korb“ sei falsch, es komme auf die konkrete Situation in der jeweiligen Gemeinde an.
Auf einem Diskussionsabend im Ludwig-Windthorst-Haus in Lingen (Ems) unter dem Titel „Wie bewältigt die katholische Kirche die Fälle des sexuellen Missbrauchs?“ drückten vor allem Laien einen sehr großen Diskussionsbedarf und eine tiefgehende Verunsicherung aus. Vor allem fühlten sich Lehrer einem Generalverdacht ausgesetzt.
Die Theologische Fakultät Paderborn nahm das Thema sexueller Missbrauch in eine Vortragsreihe „Zwischen Freud und Leid – Die Ambivalenz menschlicher Sexualität“ auf. Rektor Berthold Wald erklärte dazu, bei der Frage nach den Ursachen des Missbrauchs richte sich oft der Blick zu eng auf die zölibatäre Lebensform.
Anfang November 2010 erklärte Anja Peters, BDKJ-Vorsitzende im Erzbistum Trier: „Die Kirche erobert sich Schritt für Schritt ganz langsam verloren gegangenes Vertrauen zurück.“ Bianka Mohr, BDKJ-Vorsitzende im Bistum Mainz, stellte fest, dass kirchliche Zeltlager und Freizeiten weiter sehr gefragt seien. „Wir haben das Thema Missbrauch intensiv in unseren Schulungen thematisiert. Die Eltern schätzen unsere Arbeit“, sagte sie. Ein Laien-Vertreter aus Bad Neuenahr meinte: „Die Engagierten vor Ort müssen die Scherben zusammenkehren und durch Graswurzelarbeit Vertrauen zurück holen.“
Der Vorsitzende der Kommission sexueller Missbrauch der Diözese Rottenburg-Stuttgart, Robert Antretter, erklärte bei einer Veranstaltung der Katholischen Erwachsenenbildung in Bad Mergentheim: „Wer sexuellen Missbrauch unter den Teppich kehrt, nützt der Kirche am wenigsten.“ Antretter sah die katholische Kirche in Deutschland auf einem guten Weg beim Umgang mit Missbrauchsfällen. Die Bischöfe wüssten, dass die bisherige Haltung vor allem den Opfern geschadet hat, und seien sich einig darin, dass ein Vertuschen von sexuellem Missbrauch nicht mehr in Frage kommt. Bei der Frage nach dem zukünftigen Umgang mit sexuellem Missbrauch sei er „für unsere Kirche optimistischer als für die Gesellschaft“.

#### Politische Reaktionen und Forderungen
Am 22. Februar 2010 warf die Bundesjustizministerin Sabine Leutheusser-Schnarrenberger der Kirche in einem Interview mit den Tagesthemen vor, sexuelle Missbrauchsfälle in ihren Reihen zu vertuschen und mit den staatlichen Strafverfolgungsbehörden nicht konstruktiv zusammenzuarbeiten. Sie unterstellte der katholischen Kirche Strafvereitelung, was rechtlich jedoch eine Anzeigepflicht bei sexuellem Missbrauch voraussetzt, die, wie Leutheusser-Schnarrenberger kurz darauf selbst einräumte, so damals nicht bestand. Der Vorsitzende der Bischofskonferenz, Robert Zollitsch, verlangte von der Ministerin daraufhin eine Entschuldigung binnen 24 Stunden. Nach einem Telefonat von Zollitsch mit Bundeskanzlerin Angela Merkel und einem Gesprächsangebot durch die Justizministerin nahm Zollitsch das Ultimatum zurück. Zollitsch lehnte die Teilnahme an einem von der Justizministerin vorgeschlagenen Runden Tisch ab, solange dieser sich nur mit der katholischen Kirche befassen wolle statt mit allen gesellschaftlich relevanten Gruppen.
Kurz darauf erhob Leutheusser-Schnarrenberger weitere schwere Vorwürfe gegen die katholische Kirche und bezeichnete die 2001 erlassene Richtlinie De delictis gravioribus als direkte Anweisung zur Vertuschung von Missbrauchsfällen in der Kirche. Tissy Bruns kommentierte, bei Leutheusser-Schnarrenberger sei „der antikatholische Reflex kaum zu übersehen“. SPD-Generalsekretärin Andrea Nahles sagte, Kindesmissbrauch sei keineswegs auf die katholische Kirche beschränkt. Leutheusser-Schnarrenberger solle nicht so tun, „als müsse nur in der katholischen Kirche nach Schuldigen gesucht werden“. Der CDU-Fraktionsvizevorsitzende Günter Krings meinte: „Wer das Problem aber auf die katholische Kirche beschränkt, der hat das Problem nicht voll erfasst.“ Norbert Geis von der CSU fügte hinzu: „Ihr geht es nicht mehr um Aufklärung“. In der Sache wies die Deutsche Bischofskonferenz die Darstellung Leutheusser-Schnarrenbergers in einer Pressemitteilung als sachlich falsch zurück. Die von mehreren Seiten, darunter von Bildungsministerin Annette Schavan und vom Deutschen Kinderschutzbund, geforderte Verlängerung oder Abschaffung strafrechtlicher Verjährungsfristen für sexuellen Missbrauch lehnte Leutheusser-Schnarrenberger ab.
Die FDP verlangte Ende Februar 2010 die Einrichtung eines Entschädigungsfonds.
Anfang März 2010 äußerte Bundeskanzlerin Angela Merkel ihre Zufriedenheit mit der bisherigen Reaktion der katholischen Kirche auf die Vorfälle. Die Kirche sei einen „sehr wichtigen Schritt“ gegangen, habe Offenheit im Umgang mit den Skandalen gezeigt und ihre Verantwortung wahrgenommen. Am 9. März 2010 dankte der Vatikansprecher Federico Lombardi Angela Merkel für ihre Anerkennung der Bemühungen der Kirche als ernsthaft und konstruktiv und übermittelte die Haltung des Heiligen Stuhls bezüglich eines Runden Tisches zum Kindesmissbrauch. Dieser trete für einen solchen Runden Tisch ein, weil so vielleicht die schmerzhafte Erfahrung der Kirche eine nützliche Lehre auch für andere sein könne. Die Kirche habe sicherlich eine besondere erzieherische und moralische Verantwortung, dennoch dürfe sich die Frage „nicht nur auf die Kirche konzentrieren“. Nach der Rückkehr von Bischof Zollitsch aus Rom ließ die Bundeskanzlerin durch den stellvertretenden Regierungssprecher verlauten, sie begrüße, „dass der Heilige Vater die Notwendigkeit einer vollständigen Aufklärung dieser abscheulichen Taten ausdrücklich unterstrichen hat“ und somit die Bemühungen der katholischen Kirche in Deutschland „ausdrücklich die Rückendeckung des Vatikans haben“.
Die bayerische Staatsministerin der Justiz und für Verbraucherschutz Beate Merk erklärte Anfang März 2010: „Die Kirche muss jetzt ein klares Signal geben, dass ihr der Schutz der Opfer, das Mitgefühl mit den Kindern, wirklich das Wichtigste ist.“ Die Kirche müsse sofort die Staatsanwaltschaft einschalten, wenn sie Hinweise auf Missbrauch erhalte. Merk forderte außerdem, die Verjährungsfristen bei Kindesmissbrauch auf 30 Jahre zu erweitern.
Die SPD-Generalsekretärin  Andrea Nahles sagte, der einzige Weg der katholischen Kirche könne nur sein, „rückhaltlos alles aufzuklären, den Opfern zu helfen und jetzt alle Karten auf den Tisch zu legen“. Bischof Stephan Ackermann benannte sie als ein gutes Beispiel. Am 13. März 2010 bekräftigte sie, es dürfe „keine systematische Vertuschung mehr geben“. Kindesmissbrauch sei aber ein „breites gesellschaftliches Phänomen“. Auch CSU-Generalsekretär Alexander Dobrindt erklärte, „rückhaltlose Aufklärung und Transparenz“ sei der einzig richtige Weg, nicht nur für die katholische Kirche. „Wenn wir den Opfern helfen und echte Vorsorge für die Zukunft treffen wollen, dürfen wir den Runden Tisch nicht auf die Kirche verengen.“
Alexander Gauland kritisierte am 22. März 2010, dass sich die Missbrauchsdebatte anfangs ausschließlich in klischeehafter Weise auf die katholische Kirche konzentriert habe („Der Zölibat war schuld, überholte Machtstrukturen und die ganze Sex- und Leibfeindlichkeit eines mittelalterlichen Ritus“) und sich erst nach (erneutem) Bekanntwerden der Opfer in der Odenwaldschule verbreitert habe. Er plädierte für eine sachlich orientierte Aufarbeitung durch die Justiz. Man solle die Aufarbeitung „besser der Justiz als palavernden runden Tischen überlassen“.
Im Rahmen einer Presseerklärung vom 24. März 2010 beraumte die Bundesregierung den Runden Tisch Kindesmissbrauch an. Er stand unter dem gemeinsamen Vorsitz der Justizministerin Sabine Leutheusser-Schnarrenberger, der Familienministerin Kristina Schröder und der Bildungsministerin Annette Schavan. Erster Tagungstermin war der 23. April 2010. Zugleich setzte das Kabinett die frühere Familienministerin Christine Bergmann (SPD) als Unabhängige Beauftragte zur Aufarbeitung des sexuellen Kindesmissbrauchs ein. Die Einrichtung dieser Stelle und die Berufung Bergmanns wurden von Bischof Zollitsch ausdrücklich begrüßt. Im November 2011 wurde der Abschlussbericht veröffentlicht mit dem Vorschlag, ein ergänzendes Hilfesystem für Betroffene von sexuellem Missbrauch zu entwickeln.
Die Politikerin Renate Künast verlangte Anfang April 2010 eine unabhängige Kommission des Bundestags und einen Entschädigungsfonds.
Bundespräsident Horst Köhler plädierte im Mai 2010 dafür, die Kirchen nicht auf die Missbrauchsskandale zu reduzieren. Von den Kirchen forderte eine ehrliche und schonungslose Aufarbeitung. Missbrauch sei ein tiefgehendes gesellschaftliches Problem: „Dem müssen wir uns widmen, anstatt die derzeitige Situation auszunutzen, um alte Vorurteile über der Kirche oder über reformpädagogischen Konzepten auszukippen.“

#### Einschätzungen zu den Auswirkungen der Diskussion 2010
Die öffentliche Wahrnehmung wurde durch das Bekanntwerden immer neuer Missbrauchsfälle geweckt, insbesondere durch die zahlreichen Berichte aus elitären Internaten, zum Beispiel aus dem Kloster Ettal und der nicht kirchlich getragenen Odenwaldschule.
Peter Wensierski kommentierte: „Immer dann, wenn die Opfer auch in den Medien von solchen Fällen gelesen haben, haben andere Opfer den Mut gefasst, sich auch zu melden, und das erleben wir jetzt gerade.“ Frank Nordhausen resümierte: „Die große Brisanz hat das Thema erst jetzt erhalten, als man gemerkt hat, das durchzieht die gesamte Gesellschaft […] es betrifft auch die Oberschichten.“
Aufgrund der breiten gesamtgesellschaftlichen Diskussion gingen Journalisten und Fachleute davon aus, dass die im Umfeld von sexuellem Missbrauch vorherrschende „Mauer des Schweigens“ nicht nur bröckeln oder Risse bekommen, sondern fallen werde. Der Theologe Hermann Häring blieb skeptisch, weil er weiterhin den katholischen Klerus von einem intensiven Korpsgeist geprägt sah, der die Mechanismen der Geheimhaltung fördere und verhindere, die urdemokratischen Tugenden der Transparenz und Partizipation zu lernen. Jeff Anderson, der als Anwalt eine Vielzahl amerikanischer Betroffener vertreten hat, urteilte: „Die Vertuschung sexueller Fehltritte ist derart tief in der klerikalen Kultur verankert, dass eine wirkliche Änderung nur von der Vatikan-Führung selbst kommen kann.“
Im November 2010 sah Pater Klaus Mertes die katholische Kirche bei der Aufklärung ein gutes Stück vorangekommen. Sie habe sich nach einer anfänglichen Schreckstarre erheblich bewegt. Zur Vorbeugung sexuellen Missbrauchs sei es wünschenswert, dass die Kirche sich noch mehr mit ihrer „Sprachlosigkeit“ im Bereich Sexualpädagogik und mit der Ausübung von Macht auseinandersetze. Christian Weisner von der Gruppe Wir sind Kirche schätzte die Reaktionen der römisch-katholischen Kirche in Deutschland auf den Missbrauchsskandal immer noch als nicht ausreichend ein: „Man hat etwas gemacht, aber nicht schnell genug gehandelt und es nicht gut genug gemacht“. Man habe den Eindruck, dass bei bestimmten Sachen nur unter äußerstem Druck gehandelt wurde.
In Anlehnung an die Diskussion und die Maßnahmen innerhalb der römisch-katholischen Kirche begannen seit 2010 auch andere gesellschaftliche Einrichtungen wie etwa der Deutsche Fußball-Bund sich mit dem Thema Missbrauch zu beschäftigen und beschlossen Maßnahmen zur Sensibilisierung und Prävention.

#### Kirchenaustritte
Im März 2010 wurde ein signifikanter Anstieg der Kirchenaustritte beobachtet, bei dem man einen Zusammenhang mit den Missbrauchsskandalen vermutete. Quellen für diese Beobachtung waren Standesämter und eine Umfrage von Forsa. Nach einer Austrittswelle im März und April 2010 fielen die Zahlen in den meisten deutschen Bistümern bis zum Herbst wieder. Nach Stichproben hatten vor allem 40- bis 60-Jährige den Austritt vollzogen. Insgesamt stiegen die Austrittszahlen im Jahr 2010 auf rund 182.000 gegenüber etwa 124.000 im Jahr 2009.

### Entwicklung seit 2011
Unter dem Eindruck der Missbrauchsfälle riefen zahlreiche Theologen und Religionspädagogen unter dem Titel „Kirche 2011: Ein notwendiger Aufbruch“ im Februar 2011 zu einer Reform der römisch-katholischen Kirche auf.
Die Frühjahrs-Vollversammlung 2011 der deutschen Bischöfe in Paderborn wurde mit eigenen Gottesdiensten begonnen, in denen die deutschen Bischöfe vor Gott um Vergebung für die eigene Verantwortung an den Missbrauchsfällen baten. Der Vorsitzende Erzbischof Robert Zollitsch erklärte, dass er Gott um Vergebung und die Opfer um Verzeihung bitten wolle. Zollitsch betonte, dass die Schuld niemals ungeschehen gemacht werden könne, sondern nur Zeichen der Reue und Bitten um Verzeihung möglich seien. Beim Einzug der Bischöfe in den Paderborner Dom empfingen vereinzelte Demonstranten die Bischöfe mit Pfiffen und Transparenten, auf denen „Buße allein genügt nicht“ stand. Andere klatschten den Bischöfen Beifall.
Während des Papstbesuches in Deutschland 2011 kam es zu einem Treffen von Papst Benedikt XVI. mit fünf Missbrauchsopfern in Erfurt.
Im Jahr 2012 entschied das Amtsgericht in Berlin-Tiergarten, die römisch-katholische Kirche dürfe vor dem Hintergrund der Missbrauchsfälle als „Kinderfickersekte“ bezeichnet werden. Das Gericht wies eine Anklage der Staatsanwaltschaft Berlin gegen einen Blogger ab, der den Begriff in diesem Kontext gebraucht hatte. Eine für die Strafverfolgung notwendige „Störung des öffentlichen Friedens“ sei nicht erkennbar.
Am 26. Oktober 2018 erstatteten die Strafrechtsprofessoren Holm Putzke, Rolf Dietrich Herzberg, Eric Hilgendorf, Reinhard Merkel, Ulfrid Neumann und Dieter Rössner in Verbindung mit dem Institut für Weltanschauungsrecht (ifw) Strafanzeigen gegen alle 27 Bistümer der römisch-katholischen Kirche in Deutschland. In ihrer elfseitigen Begründung legten die Professoren dar, dass im Fall des katholischen Missbrauchsskandals ein zwingender Anlass zur Einleitung von „Ermittlungsmaßnahmen zur Überführung der Täter“ bestehe, etwa „für eine Durchsuchung von Archiven und die Beschlagnahme der vollständigen, nicht anonymisierten Akten“. Sie kritisierten, „wie zurückhaltend Staat und Öffentlichkeit (bislang) mit dem alarmierenden Anfangsverdacht schwerer Verbrechen umgehen“. Dies habe möglicherweise seinen Grund in einer in Deutschland herrschenden „intuitiven Vorstellung von der sakrosankten Eigenständigkeit der Kirche“. Der Spiegel setzte mit der Exklusiv-Meldung „Wie die Kirche die Strafverfolgung behindert“ den Auftakt für ein bundesweites Medienecho der Strafanzeigen.
Als Bundesjustizministerin Christine Lambrecht zehn Jahre nach Aufdeckung des Missbrauchsskandals im ZDF feststellte, dass der Staat „jede Möglichkeit zu Ermittlungen nutzen“ werde und „keine Geheimarchive“ kenne, forderte der ehemalige niedersächsische Justizminister Christian Pfeiffer von der Bundesregierung die Rückholung der Missbrauchsakten aus dem Vatikan.
Im Zusammenhang mit mehreren Gutachten zum sexuellen Missbrauch im Erzbistum Köln und neuen Vorwürfen begann im Oktober 2020 eine Krise im Erzbistum Köln.
Im März 2021 erklärte der Unabhängige Beauftragter für Fragen des sexuellen Kindesmissbrauchs in der Bundesrepublik Deutschland, Johannes-Wilhelm Rörig, er sehe die katholische Kirche in einer „Vorreiterrolle“ bei der Aufklärung von sexualisierter Gewalt; ebenfalls seien die Evangelische Kirche und die katholischen Orden auf einem guten Weg. Es sei jetzt wichtig, dass andere Institutionen – er nannte die Schulen und den Sport – es der katholischen Kirche gleichtäten. Der Missbrauchsexperte Harald Dreßing, der die MHG-Studie geleitet hatte, bezeichnete in einem Interview im April 2021 die katholische Kirche in Deutschland ebenfalls als Vorreiter in der Aufarbeitung von sexuellem Missbrauch.

## Kirchliche Maßnahmen

### Übersicht
Laut einer Übersicht der Deutschen Bischofskonferenz vom Februar 2021 hat die katholische Kirche seit 2010 unter anderem mit folgenden zentralen Maßnahmen reagiert:
- Ernennung von Bischof Stephan Ackermann zum Beauftragten der Deutschen Bischofskonferenz für Fragen sexuellen Missbrauchs (Februar 2010). Einrichtung eines Büros des Beauftragten in Bonn, um die Zusammenarbeit zwischen Bistümern, Orden, zivilgesellschaftlichen Initiativen und dem Staat zu fördern.
Am 28. September 2022 wählte die Deutsche Bischofskonferenz den Bischof von Aachen, Helmut Dieser, zum Nachfolger von Bischof Ackermann als Missbrauchsbeauftragter. Sein Stellvertreter ist der Freiburger Erzbischof Stephan Burger. Gleichzeitig wurde eine bischöfliche Fachgruppe für Fragen des sexuellen Missbrauchs und von Gewalterfahrungen eingerichtet, der Bischof Dieser vorsitzt.[129]
- Hotline zur bundesweiten Beratung von Betroffenen in Kooperation mit der Lebensberatung des Bistums Trier (März 2010[130][131] bis Dezember 2012[132]). Unabhängig von dieser zusätzlichen Maßnahme konnten und können sich Betroffene an kirchliche Ehe-, Familien- und Lebensberatungsstellen, den Deutschen Caritasverband und die Telefonseelsorge wenden.
- Mitwirkung am Runden Tisch Sexueller Kindesmissbrauch (März 2010 bis November 2011). Abschlussbericht mit Handlungsempfehlungen.
- Missbrauchsbeauftragte in Bistümern und Ordensgemeinschaften (seit März 2011).
- Präventionsbeauftragte in den Bistümern.
- Einrichtung eines Präventionsfonds mit 500.000 Euro Kapitalausstattung. Fünf Vergabeausschuss-Sitzungen von Oktober 2011 bis Februar 2014, dabei wurden 43 Projekte gefördert.
- Einrichtung einer Zentralen Koordinierungsstelle zur materiellen Anerkennung des Leids, besetzt mit Psychologen, Juristen und Theologen, bis Ende 2020 zuständig für die Prüfung der Anträge und für Empfehlungen zur Höhe der Zahlungen.
- Unterzeichnung mehrerer Vereinbarungen mit dem Unabhängigen Beauftragten für Fragen des sexuellen Kindesmissbrauchs in den Bereichen Prävention, Schutzkonzepte, Standards für die Aufarbeitung.
- Mehrfache Verbesserung der Leitlinien von 2002.
- Rahmenordnung zur Prävention gegen sexualisierte Gewalt (2010), Überarbeitung (2013).
- Handreichungen zur Prävention (2010 und 2011). Veröffentlichung zahlreicher Dokumente, transparente Öffentlichkeitsarbeit.
- Jährliche Fortbildungsveranstaltungen für Generalvikare, Personalverantwortliche, Missbrauchs- und Präventionsbeauftragte. Vermittlung der Thematik bei der Ausbildung von Priestern.
- Einrichtung der Bundeskonferenz der diözesanen Präventionsbeauftragten zur Förderung des Austauschs und der Präventionsarbeit (2015).
- Einrichtung einer Bischöflichen Arbeitsgruppe für Fragen des Kinder- und Jugendschutzes (November 2015) mit zwei Treffen pro Jahr.
- MHG-Studie (Veröffentlichung 2018). Ableitung von Konsequenzen aus den Ergebnissen der Studie, unter anderem: mehr Beteiligung von Betroffenen sowie Anerkennung des Diskussionsbedarfs zu Themen wie Zölibat, katholische Sexualmoral, Kirchenrecht.
- Einrichtung eines Gedenktags für Missbrauchsopfer in zeitlicher Nähe zum 18. November, dem „Europäischen Tag zum Schutz von Kindern vor sexueller Ausbeutung und sexuellem Missbrauch“.
- Erweiterung des Maßnahmenkatalogs (November 2018): Planung von Weiterentwicklungen in den Bereichen Monitoring, Aufarbeitung von Missbrauchsfällen, Verfahren zur Anerkennung erlittenen Leids, Unabhängigkeit der Anlaufstellen und standardisierte Aktenführung.
- Synodaler Weg (seit Dezember 2019) als Konsequenz aus der MHG-Studie.
- Überarbeitete Regelwerke für die Bistümer (2020):
  - neue Missbrauchsordnung als Weiterentwicklung der bisherigen Leitlinien
  - neue Fassung der „Rahmenordnung Prävention“
- Nach Verzögerung wegen der Corona-Pandemie: Einrichtung eines Betroffenenbeirats bei der Deutschen Bischofskonferenz (2021), besetzt mit sieben Frauen und fünf Männern, um die Betroffenen stärker einzubinden. Sprecher waren mit Stand 2021 Johanna Beck, Kai Christian Moritz und Johannes Norpoth.[133]
- Neue Ordnung für das Verfahren zur Anerkennung des Leids; neu eingerichtete Unabhängige Kommission für Anerkennungsleistungen (Januar 2021).

Auch einzelne Ordensgemeinschaften leiteten Maßnahmen ein. Beispielsweise richteten die Salesianer eine Arbeitsgruppe aus internen und externen Personen ein. Im März 2010 nannte ihr dritter Zwischenbericht 28 Meldungen von Betroffenen, die sexuelle Übergriffe unterschiedlicher Schwere ab den 1950er-Jahren betrafen. Der Bericht enthielt bereits einige „Konsequenzen für die Arbeit in den Einrichtungen“. Im August 2020 veröffentlichte die Deutsche Ordensobernkonferenz die Ergebnisse einer Befragung unter ihren Mitgliedern zum Thema sexueller Missbrauch.

### Aufklärung und Ermittlung
Für die katholische Kirche waren seit längerem Psychologen und Psychiater zur Beurteilung einzelner Geistlicher tätig. Anfang 2010 waren dies Norbert Leygraf, Hans-Ludwig Kröber, Max Steller, Renate Volbert und Friedemann Pfäfflin, ausgewählt vom Kölner Theologen und Psychiater Manfred Lütz.
Nach Aussage des forensischen Psychiaters Hans-Ludwig Kröber im Jahr 2010 erteilte die Deutsche Bischofskonferenz seit dem Jahr 2004 eine regelhafte forensisch-psychiatrische Begutachtung früherer Fälle. Von diesen ca. 40 Verdachtsfällen lag bei gut einem Viertel kein Straftatbestand, sondern eine sogenannte Distanzunterschreitung vor. Etwa 25 Prozent der Täter hatten pädophile Tendenzen und circa die Hälfte waren Gelegenheits- oder Einmaltäter. Nach Ansicht Kröbers sei das Hauptproblem bei Missbrauchsfällen in der römisch-katholischen Kirche die zuletzt genannte Tätergruppe.
Zu Beginn der Missbrauchsdebatte im Jahr 2010 forderte die FDP den Einsatz unabhängiger Sonderermittler in allen 27 deutschen Bistümern. Ein externer Rechtsanwalt als unabhängiger „Sonderermittler“ im engeren Sinn wurde nur ausnahmsweise beauftragt, so im Jahr 2010 zur Aufklärung der Gewalt- und Missbrauchsfälle am Benediktinergymnasium Ettal und im Jahr 2015 zur Aufklärung der Gewalt- und Missbrauchsfälle bei den Regensburger Domspatzen. Die Deutsche Bischofskonferenz und einzelne Bistümer beauftragten ansonsten externe Sachverständige mit Studien oder Gutachten über Missbrauchsfälle und den Umgang der Kirche mit diesen Missbrauchsfällen (siehe nächster Abschnitt).

### Studien

#### Untersuchungen in Bistümern
Mehrere Bistümer überprüften aus Anlass der 2010 bekanntgewordenen Missbrauchsfälle ihre Personalaktenbestände seit dem Zweiten Weltkrieg. Im Erzbistum München und Freising wurden über 13.000 Personalakten überprüft, das Erzbistum arbeitete dabei mit der unabhängigen Rechtsanwaltskanzlei Westpfahl, Spilker, Wastl zusammen. Anfang Dezember 2010 stellten das Erzbistum und die Rechtsanwälte das Gutachten gemeinsam vor. Erzbischof Reinhard Marx wirkte bei der Aufarbeitung der Fälle in seinem Bistum als Vorreiter in Deutschland.

#### Kriminologische Studie
Am 20. Juni 2011 fasste die Deutsche Bischofskonferenz einstimmig den Beschluss, dass Kirchenmitarbeiter unter Aufsicht eines Teams des Kriminologischen Forschungsinstituts Niedersachsen (KFN), bestehend aus pensionierten Staatsanwälten und Richtern, sämtliche Personalakten der vergangenen zehn Jahre (zusätzlich in neun der 27 Bistümer sogar bis ins Jahr 1945 zurück) auf Hinweise zu sexuellen Übergriffen durchsuchen sollten. Dabei sollte das KFN nur Daten tatverdächtiger Personen und diese nur in anonymisierter Form erhalten; die mit der Aktenauswertung befassten externen Juristen mussten sich zum Schweigen gegenüber Dritten verpflichten. Gegen dieses Projekt erhob das Netzwerk katholischer Priester schwere Bedenken, da es zum einen den Datenschutz der betroffenen Priester wie auch das Vertrauensverhältnis zum jeweiligen Bischof gefährdet sah, sollten alle Personalakten der Bistum Dritten zugänglich gemacht werden. Man fürchtete außerdem die Bestätigung eines gesellschaftlichen „Generalverdachts“ gegen alle Priester. Die Deutsche Bischofskonferenz veröffentlichte im Sommer 2011 die genauen Regularien zur Akteneinsicht und stellte klar, dass die Personalakten nicht von bistumsfremden Dritten eingesehen werden könnten.
Im Juli 2012 stiegen die Bistümer Regensburg, München-Freising und Dresden-Meißen aus dem Projekt aus. Am 8. Januar 2013 wurde bekannt, dass die Deutsche Bischofskonferenz den Vertrag über die „Kriminologische Studie zum Missbrauch in der katholischen Kirche Deutschlands“ wegen Differenzen mit dem KFN gekündigt hatte. Dessen Leiter Christian Pfeiffer warf der Kirche Zensur und Kontrollwünsche vor; auch habe er Hinweise darauf erhalten, dass Akten vernichtet worden seien. Die Kirche dementierte dies, allerdings ist eine Aktenvernichtung laut Spiegel im Kirchenrecht (Canon 489 § 2 Codex Iuris Canonici) vorgesehen: „Jährlich sind die Akten der Strafsachen in Sittlichkeitsverfahren, deren Angeklagte verstorben sind oder die seit einem Jahrzehnt durch Verurteilung abgeschlossen sind, zu vernichten; ein kurzer Tatbestandsbericht mit dem Wortlaut des Endurteils ist aufzubewahren.“ Bundesjustizministerin Sabine Leutheusser-Schnarrenberger forderte den Vorsitzenden der Bischofskonferenz auf, Pfeiffers Vorwürfe schnell aus der Welt zu schaffen. Die Bischofskonferenz kündigte an, rechtlich gegen den Zensurvorwurf vorzugehen. Der Abbruch des Projekts stieß auf breite Kritik. Im August 2013 schrieb die Bischofskonferenz die Studie neu aus.

#### Analyse forensischer Gutachten (2012)
Norbert Leygraf leitete im Auftrag der Deutschen Bischofskonferenz eine psychiatrische Studie, die im Dezember 2012 vorgestellt wurde. Er stellte fest, „dass eine spezielle Störung im Bereich der Sexualität, also das, was man in der Psychiatrie eine Pädophilie nennt, nur in Ausnahmefällen vorlag. Die Ursachen für diese Taten waren oft eher berufliche Krisen, Gefühle der Einsamkeit, soziale Isolation oder eine Nähe-Distanz-Problematik. […] Wenn es eine pädosexuelle Orientierung gibt, ist es vorbei. Dann kann man so jemanden nicht mehr in der Kirche arbeiten lassen. Auch dort muss man aber sehen, dass man für ihn sorgen muss. Wenn er völlig ins Bodenlose fällt, ist die Rückfallgefahr viel größer. Deshalb sollte man ihn in einem System halten, wo er unterstützt und kontrolliert wird.“

#### MHG-Studie (2018)
Im März 2014 wurde ein aus vier Instituten bestehendes Forschungskonsortium unter der Leitung von Harald Dreßing vom Zentralinstitut für Seelische Gesundheit in Mannheim von der Deutschen Bischofskonferenz mit einer neuen, auf dreieinhalb Jahre angelegten Studie beauftragt. Sie sollte unter anderem klären, ob es Strukturen und Dynamiken in der katholischen Kirche gab oder gibt, die Missbrauch fördern.
Im März 2015 berichtete die ARD in einer Fernsehdokumentation über den Fortgang des Forschungsprojekts. Kritisiert wurde, dass nur Kirchenmitarbeiter Zugang zu den Personalakten hätten und dass nicht untersucht werde, wie die Verantwortlichen in den Bistümern mit Missbrauchsfällen umgingen.
Die Studie mit dem Titel „Sexueller Missbrauch an Minderjährigen durch katholische Priester, Diakone und männliche Ordensangehörige im Bereich der Deutschen Bischofskonferenz“ wurde am 25. September 2018 im Rahmen der Vollversammlung der Deutschen Bischofskonferenz vorgestellt. Die Forscher, die die Studie erstellt hatten, wiesen bei der Vorstellung darauf hin, dass es naheliegend sei, „dass Merkmale und Strukturen der katholischen Kirche sexuellen Missbrauch durch Geistliche zumindest begünstigen können“. „Dazu gehören der Missbrauch klerikaler Macht, aber auch der Zölibat und der Umgang mit Sexualität, insbesondere mit Homosexualität, aber auch das Sakrament der Beichte“, sagte der Koordinator des Forschungskonsortiums. Die Forscher rieten dazu, den Klerikalismus – „das Bestreben, einer Religion über die religiös-geistige Einflusssphäre hinaus weltliche Macht zu verleihen und religiösen Dogmen politische Geltung und politisches Gewicht zu verschaffen“ – zu überdenken. Auch solle über den Zölibat sowie die Einstellung der Kirche zur Homosexualität nachgedacht werden. Laut der Studie wurden von 1946 bis 2014 in Deutschland 3677 Kinder und Jugendliche Opfer sexuellen Missbrauchs in der katholischen Kirche.
Als Konsequenz aus der Studie richtete die Bischofskonferenz 2019 einen Betroffenenbeirat ein, um Missbrauchsopfern besser beizustehen.

#### Fünf Pflichtenkreise
In dem im März 2021 veröffentlichten Missbrauchsgutachten für den Bereich des Erzbistums Köln formulierten die Strafrechtler Kerstin Stirner und Björn Gercke fünf „Pflichtenkreise“ zur Bewertung der persönlichen Verantwortlichkeit von Akteuren, die zum „Standard in der systematischen Aufarbeitung“ wurden, wie die Autoren der Münsteraner Missbrauchsstudie im Juni 2022 bestätigten. Diese Pflichtenkreise sind:
- Aufklärungspflicht
- Anzeige- und Informationspflicht
- Sanktionierungspflicht
- Verhinderungspflicht
- Opferfürsorge.

#### Stand der Untersuchungen in Diözesen in Deutschland (2022)
Eine Bestandsaufnahme im Januar 2022 ergibt folgendes Bild:
- Die sechs Bistümer Aachen, Berlin, Erfurt, Köln, Limburg und München-Freising veröffentlichten eigene, diözesanweite Aufarbeitungsstudien, die allerdings unterschiedlichem Umfang haben. Teilstudien wurden in Augsburg, Hildesheim, Regensburg und Rottenburg-Stuttgart veröffentlicht, etwa zu den Regensburger Domspatzen oder einzelnen kirchlichen Institutionen.
- In den acht Bistümern Essen, Freiburg, Mainz, Münster, Osnabrück, Paderborn, Trier und Würzburg sind diözesanweite Gutachten in Arbeit, eine Teiluntersuchung im Erzbistum Hamburg. Bamberg und Speyer kündigten Untersuchungen an.
- Die sechs Bistümer Dresden-Meißen, Eichstätt, Fulda, Görlitz, Magdeburg und Passau haben bisher noch keine eigenen Aufarbeitungsprojekte initiiert; zum Teil überließen sie dies bewusst den inzwischen in allen Bistümern gebildeten unabhängigen Aufarbeitungskommissionen.

Allerdings unterscheiden sich die einzelnen Untersuchungen in ihren Zielsetzungen, den Schwerpunkten und der Herangehensweise, nicht alle sind wissenschaftliche Studien. Die Ergebnisse der bisher veröffentlichten Studien deuten jedoch übereinstimmend darauf hin, dass die Verantwortlichkeiten nicht klar geregelt waren und es früheren und heutigen Funktionsträgern oft mehr um den Schutz der Täter als den der Betroffenen ging. Die Aktenführung erwies sich als lückenhaft.
Nach seiner Ernennung zum Missbrauchsbeauftragten der Deutschen Bischofskonferenz im September 2022 sprach Bischof Helmut Dieser von sieben deutschen Bistümern, die noch keine Aufarbeitungskommission eingerichtet hätten, doch seien sie alle „im Prozess der Konstituierung“. Schwierig sei der Umgang mit einigen Ordensgemeinschaften; einige Orden verweigerten sich einer Aufarbeitung.

### Leitlinien gegen sexuellen Missbrauch

#### Leitlinien 2002
Nachdem die deutschen Bischöfe beim Ständigen Rat in Würzburg vom 22. April 2002 nationale Regelungen noch abgelehnt hatten, beschlossen sie bei der Herbst-Vollversammlung der Deutschen Bischofskonferenz in Fulda am 26. September 2002 einstimmig (ohne Enthaltungen) einheitliche Leitlinien zum Vorgehen bei sexuellem Missbrauch Minderjähriger, in denen unter anderem Folgendes geregelt wurde: Jede Anzeige oder Verdachtsäußerung wird umgehend geprüft (Nr. 3), bei Erhärtung des Verdachts wird eine kirchenrechtliche Voruntersuchung eingeleitet (Nr. 5). Bestätigt auch diese den Verdacht des sexuellen Missbrauchs, wird der Fall gemäß dem päpstlichen Schreiben Sacramentorum sanctitatis tutela (2001) dem Vatikan gemeldet. Bei „erwiesenem Vergehen“ wird der Täter mit einer Kirchenstrafe belegt (Nr. 11). Nach Verbüßung der Strafe darf er keine Tätigkeiten mehr ausüben, „die ihn in Verbindung mit Kindern und Jugendlichen bringen“ (Nr. 12). Weitere Regelungen betrafen Hilfen für Opfer, Angehörige und Täter (Nr. 8–10), eine „angemessene Information der Öffentlichkeit“, bei der eine „Ausbalancierung zwischen notwendiger Transparenz und dem Persönlichkeitsschutz“ anzustreben sei (Nr. 13), und Maßnahmen zur Prävention (Nr. 14 und 15).
Am Ende der Frühjahrs-Vollversammlung vom 22. bis 25. Februar 2010 in Freiburg stand eine Zusatzerklärung, in der die Bischöfe ihr weiteres Vorgehen festhielten: Neben der Aufklärung sollten vor allem die Leitlinien von 2002 überprüft und präventive Maßnahmen ergriffen werden. Um eine bessere Verortung der Verantwortlichkeiten zu erreichen, wurde der Bischof von Trier Stephan Ackermann als besonderer Beauftragter ernannt.

#### Leitlinien 2010
Am 31. August 2010 veröffentlichte die Deutsche Bischofskonferenz überarbeitete, erweiterte und präzisierte „Leitlinien für den Umgang mit sexuellem Missbrauch Minderjähriger durch Kleriker, Ordensangehörige und andere Mitarbeiterinnen und Mitarbeiter im Bereich der Deutschen Bischofskonferenz“. Diese regeln zum Beispiel, dass Verdachtsfälle an die Staatsanwaltschaft weitergeleitet werden; darauf kann aber verzichtet werden, wenn das Opfer oder seine Eltern dies ausdrücklich wünschen und keine gesetzlichen Regelungen entgegenstehen. Kirchenrechtliche Verfahren seien „selbstverständlich“ nicht dem staatlichen Prozess vorgeordnet – dies hatte die Bischofskonferenz schon bei der Ankündigung der Überarbeitung der Leitlinien im März betont. Außerdem sollen mit den Leitlinien auch „Handlungen unterhalb der Schwelle der Strafbarkeit, die im pastoralen oder erzieherischen sowie im betreuenden oder pflegerischen Umgang mit Kindern und Jugendlichen eine Grenzüberschreitung darstellen“, geahndet werden. Damit gehen die Leitlinien über das deutsche Strafrecht hinaus und beziehen auch die an der christlichen Moral orientierte Tatbestandsfassung des kirchlichen Strafrechts mit ein.
In der Frage der Prävention wird für haupt- und nebenberufliche kirchliche Mitarbeiter ein erweitertes polizeiliches Führungszeugnis verlangt (Leitlinien, Nr. 48). Bei Anlass zu dem Verdacht, „dass bei einer Person Tendenzen zu sexuellem Fehlverhalten vorliegen“, wird eine forensisch-psychiatrische Begutachtung angeordnet (Nr. 49). Der Bereich der Aus- und Fortbildung enthält „die offene Auseinandersetzung mit Fragen der Sexualität, vermittelt Kenntnisse über sexuelle Störungen und gibt Hilfen für den Umgang mit der eigenen Sexualität“ (Nr. 50). Die Aus- und Fortbilder haben Sorge zu tragen, dass Personen mit auffälligem Verhalten auf Schwierigkeiten angesprochen und ihnen Hilfen angeboten werden (Nr. 51). Zudem werden für die Verantwortlichen für Aus- und Fortbildungen und für die Ansprechpartner der Diözesen regelmäßige Fortbildungen in der Missbrauchsproblematik eingerichtet (Nr. 52). Im Gegensatz zur ersten Version aus dem Jahr 2002 gelten die Leitlinien auch für ehrenamtliche Mitarbeiter (Nr. 54).
Nachdem er selbst wegen der Weiterbeschäftigung übergriffiger Geistlicher in die Kritik geraten war (siehe Bistum Trier), sprach sich Bischof Stephan Ackermann als Missbrauchsbeauftragter der Deutschen Bischofskonferenz bei der Heilig-Rock-Wallfahrt 2012 in Trier für eine Verschärfung der Leitlinien im Rahmen der anstehenden Evaluation aus. Vor allem wollte er den Passus ändern, der es verurteilten Tätern zwar verbietet, im Kinder- und Jugendbereich zu arbeiten, jedoch eine Beschäftigung im Seelsorgebereich bei Vorlage eines positiven Gutachtens ermöglicht. Ackermann sagte, die gegenwärtige Praxis diskreditiere die betroffenen Bereiche und setze die dort arbeitenden Seelsorger einem Generalverdacht aus.

#### Leitlinien 2013
Im September 2013 stellte die Deutsche Bischofskonferenz die erneut überarbeiteten Leitlinien vor. Demnach sollen Kleriker nach sexuellem Missbrauch von Schutzbefohlenen nicht mehr in den Seelsorgedienst zurückkehren, wenn „dieser Dienst eine Gefahr für Minderjährige oder erwachsene Schutzbefohlene darstellt oder ein Ärgernis hervorruft“. Im Gegensatz zur katholischen Kirche in den Vereinigten Staaten lehnte die Bischofskonferenz ein generelles Beschäftigungsverbot für verurteilte Sexualstraftäter aber ab. Missbrauchsopfer sollen künftig zur Erstattung von Strafanzeigen ermutigt werden.

### Prävention
Am 23. September 2010 wurde im Zuge der Herbst-Vollversammlung der Deutschen Bischofskonferenz ein Katalog von Präventionsmaßnahmen für alle katholischen Einrichtungen in Deutschland vorgestellt. Jedes der 27 Bistümer hatte eine Stelle einzurichten, die sich um Präventionsfragen kümmert. Für haupt- und nebenamtliche Mitarbeiter in der Kinder- und Jugendarbeit wurde ein erweitertes polizeiliches Führungszeugnis gefordert, die Ehrenamtlichen sollten eine Selbstverpflichtungserklärung unterschreiben. Außerdem stellte der Missbrauchsbeauftragte der Deutschen Bischofskonferenz Stephan Ackermann das Internetportal praevention-kirche.dbk.de vor. Eltern und Bürger, die Verantwortung für Kinder und Jugendliche tragen, sollen sich hier über Prävention informieren und sich miteinander vernetzen können.
Im Dezember 2010 wurde schließlich eine umfangreiche Broschüre zur Prävention von Missbrauch für alle Bistümer herausgegeben. Der Vorsitzende der Kommission für Erziehung und Schule der Deutschen Bischofskonferenz, Erzbischof Hans-Josef Becker, rief die Verantwortlichen zu einer „systematischen Prävention“ auf.
Bettina Janssen, Leiterin des Büros für sexuellen Missbrauch im kirchlichen Bereich im Sekretariat der Deutschen Bischofskonferenz, wies darauf hin, dass die römisch-katholische Kirche in Deutschland bezüglich der präventiven Maßnahmen nicht bei Null angefangen habe. Zahlreiche Präventionsmaßnahmen seien auch in der Vergangenheit schon von den betroffenen Verbänden beschlossen und umgesetzt worden. Janssen verwies dazu auf den Bund der Deutschen Katholischen Jugend und den Deutschen Caritasverband.
Das Erzbistum München und Freising richtete für ein Jahr eine Projektstelle „Prävention gegen sexuelle Gewalt an Kindern und Jugendlichen“ ein, angesiedelt am Schulpastoralen Zentrum Traunstein, wo Kinder, Jugendliche, Eltern und Lehrer im Sinne der Prävention beraten wurden. Währenddessen sollte die von Kardinal Marx eingesetzte Kommission „Prävention“ ein Gesamtkonzept für die Erzdiözese erarbeiten. Außerdem begann eine Pflichtfortbildung für alle Religionslehrer im Kirchendienst zum Thema Missbrauchsprävention.
Das Bistum Osnabrück richtete eine „Koordinationsstelle zur Prävention von sexuellem Missbrauch“ ein und verankerte die Prävention in Schulungsmaßnahmen für alle angestellten und ehrenamtlichen Mitarbeiter.
Maßnahmen gegen sexuellen Missbrauch wurden auch in vielen Gemeinden umgesetzt. Beispielsweise reagierte die katholische Kirche im Kreis Mettmann mit verpflichtenden Weiterbildungen für Seelsorger sowie für Mitarbeiter katholischer Kindertagesstätten. Außerdem wurde ein Ratgeber für Eltern entwickelt.
Die „Elternbriefe“ veröffentlichten im September 2010 eine Sonderausgabe zu sexuellem Missbrauch, um Eltern über den Umgang mit Verdachtsmomenten und dergleichen zu informieren.
Eine Umfrage der Katholischen Nachrichten-Agentur im März 2021 ergab, dass in vielen deutschen katholischen Pfarrgemeinden institutionelle Schutzkonzepte gegen sexuelle Gewalt immer noch fehlten, obwohl alle deutschen Bistümer in mehrfach aktualisierten Präventionsordnungen solche Konzepte inzwischen verbindlich vorgeschrieben haben. Im Bistum Magdeburg hatten 43 der 44 Pfarreien ein Schutzkonzept, in Essen 38 von 42 Pfarreien und im Erzbistum Köln 455 von 525 Pfarreien. Im Erzbistum Hamburg gab es ein Schutzkonzept nur in drei von 28 Pfarreien beziehungsweise Pastoralen Räumen. Andere Bistümer nannten keine konkreten Zahlen, etwa Mainz und München-Freising. Im Bistum Trier war die Anzahl der Pfarreien mit einem umfangreichen Schutzkonzept noch gar nicht erhoben worden.

### Entschädigungen

#### Suche nach einer Lösung
Im Jahr 2005 wurde erstmals ein Opfer in Deutschland entschädigt: Norbert Denef, der vom 10. bis zum 18. Lebensjahr missbraucht worden war, erhielt vom Bistum Magdeburg 25.000 Euro. Das Bistum hatte ihm bereits im Jahr 2003 eine Entschädigung angeboten, jedoch damals verbunden mit einer für Denef nicht hinnehmbaren Schweigeverpflichtung.
Die Debatte über Entschädigungszahlungen gestaltete sich innerkirchlich kontrovers. So äußerte der Erzbischof von München-Freising, Reinhard Marx, dass die Kirche den Opfern zu helfen habe, auch finanziell. Der Bischof von Regensburg, Gerhard Ludwig Müller, lehnte pauschale Entschädigungen ab, da diese als „Schweigegeld“ verstanden werden könnten. Der Würzburger Bischof Friedhelm Hofmann plädierte aus diesem Grund dafür, stattdessen Hilfsangebote für Opfer zu finanzieren, etwa therapeutische Maßnahmen.
Über die Forderungen der Opfer sagte Ministerin Bergmann im August 2010: „Rund die Hälfte der Betroffenen will eine Entschädigung, manche möchten die Kosten für Therapien erstattet sehen, andere wünschen sich eine Rente. Alle bitten darum, dabei nicht abermals ihr Schicksal rechtfertigen zu müssen. Sie fürchten neue Traumatisierung.“
Der Missbrauchsbeauftragte der Deutschen Bischofskonferenz Stephan Ackermann erklärte, dass die römisch-katholische Kirche „sich Entschädigungsforderungen nicht verschließen“ werde. Zu dieser Zeit wurde erwartet, dass der Runde Tisch Sexueller Kindesmissbrauch eine Entschädigungsregelung erarbeiten würde.
Mitte September 2010 legte der Jesuitenorden einen Vorschlag für die Entschädigung von Missbrauchsopfern in ihren Einrichtungen vor. Die Jesuiten boten jedem Opfer eine vierstellige Summe als Entschädigung an. Für diese Zahlungen sollte kein Geld aus Projekten oder Spenden abgezweigt werden, stattdessen sollten sie von den Ordensmitgliedern geleistet werden. Der oberste Vertreter der Jesuiten in Deutschland, Stefan Kiechle, erklärte: „Wir werden unseren Lebensstil einschränken müssen.“ Die Sühne müsse „weh tun“ – „sonst verraten wir unseren Auftrag“.
Der Vorsitzende der Deutschen Bischofskonferenz, Erzbischof Robert Zollitsch, sagte zu Beginn der Herbst-Vollversammlung im September 2010, es sei wichtig, „gesamtmenschliche Hilfe“ zu leisten, denn es gehe nicht nur um Geld. Die römisch-katholische Kirche werde bei Fragen des sexuellen Missbrauchs auch ein großes Gewicht auf die Prävention legen. Auf der Herbst-Vollversammlung wurde ein entsprechendes Modell erörtert, das finanzielle Leistungen einschloss, aber laut Zollitsch noch weiterentwickelt werden musste. Die grundlegende Idee sei es, Opfer dabei zu unterstützen, ihr Opferschicksal zu überwinden und neue Stärke zu gewinnen.
Kurz darauf stellte Zollitsch ein Entschädigungsmodell von Kirche und Ordensgemeinschaften beim Runden Tisch in Berlin vor. Die Entschädigung solle grundsätzlich von den Tätern geleistet werden; das Bistum beziehungsweise der Orden werde aber notfalls einspringen. Die Höhe der Zahlungen solle am Runden Tisch geklärt werden. Vertreter von Opfern hatten eine pauschale Entschädigung von 82.000 Euro gefordert. Die Bischöfe wollten sich dagegen „aus Gründen der Gerechtigkeit“ daran orientieren, dass Gerichte üblicherweise Entschädigungszahlungen von 5.000 bis 10.000 Euro je Opfer verhängten. Die Kirchensteuer dürfe für die Entschädigungszahlungen nicht verwendet werden.
Ende Januar 2011 glaubte der Missbrauchsbeauftragte Stephan Ackermann nicht mehr an die Erarbeitung einer Entschädigungsregelung durch den Runden Tisch. Die Bischöfe favorisierten daher eine eigene Lösung im Rahmen von etwa einer Million Euro für die bis dato 205 namentlich bekannten Missbrauchsopfer. Zur selben Zeit mahnte Bundesjustizministerin Sabine Leutheusser-Schnarrenberger eine „Gesamtlösung in der Entschädigungsfrage“ am Runden Tisch an und sprach sich gegen „einzelfallbezogene Lösungen“ aus.
Norbert Denef, Sprecher von netzwerkB, erklärte, die Entschädigung der Opfer sexualisierter Gewalt dürfe „kein barmherziges Almosen“ sein. Die damals im Raum stehenden Entschädigungssummen wurden von Betroffenengruppen und zahlreichen Opfern als viel zu niedrig kritisiert.

#### Regelung 2011
Das Kloster Ettal gab am 17. Februar 2011 bekannt, es werde zur Entschädigung der Gewalt- und Missbrauchsfälle am Benediktinergymnasium Ettal aus Eigenvermögen einen Entschädigungsfonds von mindestens 500.000 Euro einrichten.
Anfang März 2011 gab die Bischofskonferenz bekannt, sie werde nun ihren Plan zur „Anerkennung des Leids“ umsetzen, da eine Einigung am Runden Tisch nicht absehbar sei. In dem „Leistungsmodell“ seien sowohl Geldzahlungen als auch die Übernahme von Kosten für Therapien oder Beratungen vorgesehen. Dabei komme es auf die individuellen Bedürfnisse der Betroffenen an. Die Zahlung sei möglichst vom Täter zu leisten, ersatzweise durch das jeweilige Bistum beziehungsweise die Ordensgemeinschaft. Außerdem wurde die Einrichtung eines Präventionsfonds mit einem Kapital in Höhe von 500.000 Euro angekündigt. Das Angebot einer Zahlung in Höhe von bis zu 5000 Euro (in schweren Fällen auch mehr) solle für Fälle gelten, in denen wegen Verjährung kein rechtlicher Anspruch auf Schadensersatz und Schmerzensgeld mehr durchgesetzt werden kann. Um Opfern den Rechtsweg zu ersparen, seien außergerichtliche Einigungen zu bevorzugen. Zur Bestätigung der Missbrauchsvorwürfe genüge eine schriftliche Erklärung an Eides statt. Die Bischofskonferenz vermied das Wort „Entschädigung“, sie wollte ihr Angebot stattdessen als eine Maßnahme zur „Anerkennung des Leids“ verstanden wissen. Die Bischöfe hielten sich danach weitgehend an diese Sprachregelung, während die Presse zumeist von „Entschädigung“ sprach.
Die angekündigte Regelung löste ein geteiltes Echo aus. Roswitha Müller-Piepenkötter vom Weißen Ring meinte, eine Zahlung von 5000 Euro stehe „in keinem Verhältnis zum erlittenen Leid“ und müsse auf die Opfer wie eine Verhöhnung wirken. Matthias Katsch vom „Eckigen Tisch“ sprach von einer Unverschämtheit und sagte: „Es ist schäbig, wie die reichste Kirche der Welt versucht, sich aus der Affäre zu ziehen.“ Der Vorsitzende der Kinderhilfe, Georg Ehrmann, empfand den Vorschlag der Bischofskonferenz ebenfalls als „unbefriedigend“, kritisierte jedoch den politischen Stillstand am Runden Tisch als eigentlichen Skandal. Die CDU/CSU-Bundestagsfraktion im Bundestag begrüßte hingegen das Konzept. Deren stellvertretende Vorsitzende Ingrid Fischbach sagte, die katholische Kirche habe als erste der am Runden Tisch beteiligten Organisationen ein umfassendes Konzept vorgelegt und signalisiere damit, dass sie Verantwortung übernehme. Der Mainzer Kardinal Karl Lehmann schrieb, es sei traurig, wenn die vorgesehene Regelung als „schäbig“ bezeichnet werde. Er hoffe, dass Opfer sexuellen Missbrauchs den kirchlichen Hilfeplan als „ernsthafte und aufrichtige Geste“ verstehen könnten.
Norbert Denef erklärte zur Höhe der Zahlungen: „Zu den Folgen muss man auch rechnen, wie sich das Leben und der berufliche Werdegang hätte entwickeln können, wenn sie kein Trauma durchlitten hätten. […] Eine Entschädigung in Deutschland muss unbedingt an internationale Maßstäbe wie in den USA angepasst werden.“ Wolfgang Thielmann wies später darauf hin, dass die Höhe der Entschädigung sich auch nach den Beträgen gerichtet habe, die Holocaust-Überlebenden zustehen, über diese habe man nicht hinausgehen wollen.
Kenner des Kirchenrechts wiesen darauf hin, dass man einen Priester nicht ohne weiteres zur Zahlung einer Entschädigung verpflichten könne. Voraussetzung sei eine Verurteilung vor einem weltlichen oder kirchlichen Gericht, möglicherweise auch eine ausdrückliche Anordnung durch die Glaubenskongregation in Rom. Andernfalls könnten die betroffenen Täter nur durch moralischen Druck zur Zahlung bewegt werden. Sollte am Ende eines kirchlichen Verfahrens die Höchststrafe stehen, die Entfernung aus dem Klerikerstand, hätten die Bistümer keine Handhabe mehr. Vielmehr müssten sie stattdessen die Entlassenen bei der Bundesversicherungsanstalt für Angestellte nachversichern, was bei etwa 30 Dienstjahren etwa 250.000 bis 300.000 Euro bedeute.

#### Anträge und Zahlungen bis 2020
Bei der Deutschen Bischofskonferenz gingen bis Mitte Juli 2011 insgesamt 579 Anträge auf Entschädigung ein. In 560 Fällen wurde die Zahlung empfohlen. Beim Kloster Ettal hatten bis dahin von mehr als 100 Opfern etwa 70 eine Entschädigung beantragt. Beim Jesuitenorden hatten von etwa 200 Opfern 65 einen Antrag gestellt. Robert Köhler, Vertreter der Missbrauchsopfer von Ettal, kommentierte: „Viele Opfer verzichten auf das Geld.“ Als Gründe nannte er eine immer noch hohe Schamgrenze, die Angst einiger Opfer vor Retraumatisierung und den als kompliziert empfundenen Antragsweg. Und einige Opfer wollten „nur noch ihre Ruhe“. Bis Anfang 2012 hatte sich die Zahl der Entschädigungsanträge bei den Bistümern auf 950 erhöht.
Im Februar 2012 wurde bekannt, dass im Bistum Regensburg Entschädigungen in mehreren Fällen mit wortgleichen Serienbriefen verweigert wurden, in denen stand, man könne die Aussage des Antragstellers „nicht nachvollziehen“. Das Bistum gab auch nicht die Anzahl der dort gestellten bzw. bewilligten Anträge auf Entschädigung bekannt.
Bis Ende 2013 stellten laut dem Missbrauchsbeauftragten der Deutschen Bischofskonferenz, dem Trierer Bischof Stephan Ackermann, rund 1300 Betroffene einen Antrag auf Entschädigung. In den allermeisten Fällen habe die zuständige Koordinierungsstelle eine Geldzahlung von rund 5000 Euro empfohlen.
Nach einer Umfrage des Evangelischen Pressedienstes zahlten die 27 deutschen Bistümer und Erzbistümer bis Ende 2020 mehr als 19 Millionen Euro an Opfer von Missbrauch in der Kirche. Mehr als 2600 Anträge auf Anerkennungsleistungen waren gestellt worden. Das Bistum Regensburg zahlte wegen der großen Zahl der Fälle bei den Regensburger Domspatzen 9,6 Millionen Euro, die geringste Zahlung erfolgte durch das Bistum Görlitz, wo nur ein Antrag einging. Die Zahlungen stammten bei der Mehrheit der Bistümer nicht aus Kirchensteuermitteln. In der Regel wurden dafür die Täter herangezogen; wenn diese verstorben waren, wurden die Zahlungen aus dem Vermögen der Bistümer geleistet.

#### Weiterentwicklung des Zahlungsmodells
Im Jahr 2019 wurden Anläufe unternommen, anstelle der eher symbolischen Zahlungen zur „Anerkennung des Leids“ künftig das Anliegen der materiellen Entschädigung stärker zu beachten, also wesentlich höhere Zahlungen für die Geschädigten vorzusehen. Zunächst fand am 27. Mai 2019 ein Workshop mit 28 Teilnehmern aus Kirche und Gesellschaft statt, darunter mehrere Betroffene. Ihre Vorschläge wurden anschließend von einer unabhängigen Arbeitsgruppe ausgewertet und weiterentwickelt. Die Arbeitsgruppe bestand aus Roswitha Müller-Piepenkötter, dem Rechtswissenschaftler Stephan Rixen, der Mediatorin und Rechtsanwältin Bettina Janssen sowie Matthias Katsch als Vertreter der Betroffenen. Nach einem Treffen mit den Teilnehmern des Workshops am 6. September und Überarbeitungen präsentierte die Arbeitsgruppe bei der Herbst-Vollversammlung der Deutschen Bischofskonferenz in Fulda ihren Entwurf für eine Reform des Zahlungsmodells.
Bischof Stephan Ackermann und Matthias Katsch stellten das Konzept der Arbeitsgruppe bei der Herbst-Vollversammlung 2019 gemeinsam der Presse vor. In dem Arbeitspapier wurden zwei alternative Vorschläge gemacht: entweder ein Entschädigungsbetrag von 300.000 Euro für jedes Opfer oder individuelle Zahlungen zwischen 40.000 und 400.000 Euro. Bei mehreren Tausend Fällen ergäben solche Summen möglicherweise einen Gesamtbetrag im Milliardenbereich. Um Zahlungsunfähigkeit einzelner Bistümer oder Ordensgemeinschaften zu vermeiden, wurde darüber hinaus vorschlagen, einen bistumsübergreifenden Fonds einzurichten. Ackermann sagte: „Die Bischöfe haben den Auftrag gegeben, auf der Grundlage dieses Modells die Weiterentwicklung unseres Anerkennungssystems zu bearbeiten.“ Die Zeit kommentierte rückblickend: „Zehn Jahre nachdem der Missbrauchsskandal den deutschen Katholizismus in seinen Grundfesten erschütterte, ist die Versöhnung zwischen der schuldig gewordenen Institution und ihren Opfern zum Greifen nah. Es ist ein historischer Moment, eine einmalige Chance, die selbst Optimisten bis vor Kurzem kaum für möglich hielten.“
Die angestrebte deutliche Anhebung der Zahlungen an Missbrauchsopfer warf die Frage auf, ob die Kirchensteuer dafür verwendet werden dürfe oder sogar müsse. Bischof Ackermann sagte im November 2019, diese Lösung sei „alternativlos“, auch wenn sie vielen Gläubigen widerstrebe. ZdK-Präsident Thomas Sternberg reagierte mit der Warnung vor einer Welle der Empörung, „deren Ausmaß kaum abgeschätzt werden kann“. Es sei fatal, darüber zu diskutieren, obwohl noch gar nicht feststehe, welche Opfer welche Summen bekommen werden.
Bei der Sitzung des Ständigen Rats der Bischofskonferenz im Januar 2020 in Würzburg wurden die Vorschläge der Arbeitsgruppe teils zurückgestutzt, teils aufgegeben. Die Bischöfe entschieden, weiterhin nur Zahlungen zur „Anerkennung des Leids“ zu leisten, also keine Entschädigungen oder Schmerzensgeld. Sie bevorzugten individuelle, gestufte Leistungen wie in Österreich. Das Maximum der Einmalzahlungen solle „im mittleren fünfstelligen Bereich“ liegen, weit unter dem von der Arbeitsgruppe vorgeschlagenen Maximum von 400.000 Euro. Die Idee eines gemeinsamen Fonds der Bistümer wurde mehrheitlich abgelehnt.
Nachdem sich auch die Frühjahrs-Vollversammlung 2020 und die Herbst-Vollversammlung 2020 der Deutschen Bischofskonferenz mit der Weiterentwicklung des Verfahrens befasst hatten, beschloss der Ständige Rat der Deutschen Bischofskonferenz am 24. November 2020 eine neue Verfahrensordnung für die Bistümer, die am 1. Januar 2021 in Kraft trat. Nach der neuen Verfahrensordnung orientieren sich die Zahlungen an zivilen Schmerzensgeldzahlungen. Betroffene können einen Betrag zwischen 1.000 Euro und 50.000 Euro als Einmalzahlung erhalten, zusätzlich können Therapiekosten übernommen werden. Betroffene, die eine Zahlung zur Anerkennung des Leids nach dem vormaligen Modell erhalten haben, können einen neuen Antrag stellen; die frühere Zahlung wird bei der Auszahlung angerechnet. Eine neu eingerichtete unabhängige Kommission fällt für alle Bistümer die Entscheidung über Zahlungen.
Nach einer Recherche der Frankfurter Allgemeinen Zeitung vom November 2021 waren bis 2020 2.060 Anträge in den Bistümern bearbeitet worden, dabei wurden insgesamt 12,2 Millionen Euro ausgezahlt. Der durchschnittliche Zahlungsbetrag lag bei 5.909 Euro, er schwankte zwischen 3.404 (Bistum Fulda) und 20.000 Euro (Bistum Görlitz). Nach der ab 1. Januar 2021 gültigen Regelung wurden bisher (November 2021) 1.427 Anträge gestellt, darunter 842 Zweitanträge. Von diesen Anträgen wurden bisher ein knappes Drittel bearbeitet, es wurden 7,1 Millionen Euro an 468 Betroffene ausgezahlt. Die durchschnittlich gezahlte Summe erhöhte sich 2021 auf 15.291 Euro, sie lag zwischen 4.900 (Bistum Osnabrück) und 50.500 Euro (Bistum Limburg). Als höchste Einzelbeträge wurden im Erzbistum Bamberg 140.000 und im Bistum Essen 80.000 Euro gezahlt, andere Bistümer (Hildesheim, Regensburg, München-Freising und Speyer) zahlten im Einzelfall etwa 50.000 Euro.

## Rechtliche Lage
Sexueller Missbrauch von Jugendlichen ist im deutschen Strafrecht nach § 182 des deutschen Strafgesetzbuchs (StGB) je nach Situation ein Offizialdelikt, das von Amts wegen verfolgt wird, oder ein Antragsdelikt, das nur bei Strafantrag des Geschädigten verfolgt wird.
Der sexuelle Missbrauch von Kindern ist nach § 176 und § 176a StGB immer ein Offizialdelikt.
Zum Bereich der Pädokriminalität zählt auch Kinderpornografie.

### Verjährung
In Deutschland verjährt sexueller Missbrauch von Kindern gemäß § 78 strafrechtlich nach zehn, schwerer nach zwanzig Jahren. Bis Juni 2013 ruhte die Verjährung dabei bis zur Vollendung des 18. Lebensjahrs des Opfers. Zwischen Juni 2013 und Januar 2015 ruhte sie bis zur Vollendung des 21. Lebensjahrs; seitdem bis zur Vollendung des 30. Lebensjahrs.
Der zivilrechtliche Anspruch des Opfers auf Schadensersatz verjährte bis Juni 2013 bereits nach drei Jahren. Seitdem beträgt die Verjährungsfrist 30 Jahre.
Für in der DDR begangene Taten galten teilweise kürzere Verjährungsfristen. Wenn diese vor der Wende abgelaufen waren, war auch keine strafrechtliche Verfolgung mehr innerhalb der in der Bundesrepublik geltenden Frist möglich.
Eine von Norbert Denef eingereichte Petition zur Aufhebung der Verjährungsfristen im Zivilrecht für sexuellen Missbrauch von Kindern wurde vom Deutschen Bundestag im Dezember 2008 mit der Begründung abgelehnt, „der Rechtsverkehr benötigt klare Verhältnisse und soll deshalb vor einer Verdunkelung der Rechtslage bewahrt werden, wie sie bei späterer Geltendmachung von Rechtsansprüchen auf Grund längst vergangener Tatsachen zu befürchten wäre.“ Anschließend kämpfte Denef vor dem Europäischen Gerichtshof für Menschenrechte für die Abschaffung der Verjährungsfrist für sexuellen Missbrauch im Zivilrecht.
Seit 2010 mehren sich unter dem Eindruck der zahlreichen Enthüllungen von Missbrauchsfällen in kirchlichen und nichtkirchlichen Institutionen die Forderungen, die zivil- wie auch die strafrechtliche Verjährung zu verlängern, um auch nach jahrzehntelangem Schweigen der Opfer diesen die Möglichkeit zur gerichtlichen Ahndung und zur zivilrechtlichen Durchsetzung von Entschädigungen zu geben. So beschloss am 6. Dezember 2011 der Bundesparteitag der SPD, sich für eine Aufhebung der Verjährungsfristen im Bundestag einzusetzen.
Im Juni 2013 wurde das Gesetz zur Stärkung der Rechte von Opfern sexuellen Missbrauchs (StORMG) vom Deutschen Bundestag verabschiedet. Dadurch wurde die Verjährungsfrist im Zivilrecht auf 30 Jahre angehoben. Im Strafrecht ruhte die Verjährung nun bis zur Vollendung des 21. Lebensjahrs, statt zuvor bis zur Vollendung des 18. Lebensjahrs. Heute beginnt die Verjährung mit Vollendung des 30. Lebensjahrs.
Im Januar 2020 warf der Strafrechtsprofessor Holm Putzke der katholischen Kirche vor, sie habe jahrzehntelang vertuscht, Akten „in Geheimarchiven verschwinden lassen“ und für die im September 2018 vorgestellte Missbrauchsstudie nur „gefilterte Unterlagen“ zur Verfügung gestellt. Dies alles habe dazu geführt, dass viele Taten inzwischen verjährt seien.

### Keine Anzeigepflicht
Es gibt derzeit in Deutschland keine allgemeine Anzeigepflicht bei sexuellem Missbrauch, weder bei bereits begangenen noch bei geplanten Straftaten. 2003 legte die damalige Bundesjustizministerin Brigitte Zypries (SPD) einen Gesetzentwurf vor, der sexuellen Missbrauch von Kindern, sexuelle Nötigung und Vergewaltigung sowie sexuellen Missbrauch widerstandsunfähiger Personen in die Vorschrift über die Nichtanzeige geplanter Straftaten – § 138 StGB – aufnehmen sollte (Anzeigepflicht). Jeder sollte danach mit Strafe bedroht werden, der Kenntnis von einem geplanten oder andauernden Missbrauch erlangt hat und diesen nicht anzeigt. Dieser Entwurf wurde wegen Kritik aus therapeutischen Fachkreisen wieder zurückgezogen. So berichtete der Psychiater Norbert Leygraf aus seiner Tätigkeit als Gutachter bei Verdacht des sexuellen Missbrauchs in der Kirche, dass ein Teil der Opfer das Einschalten der Strafverfolgungsbehörden nicht wünsche und ablehne. Im März 2010 erklärte Erzbischof Reinhard Marx, dass die Bischöfe in Bayern künftig jeden Verdachtsfall von Kindesmisshandlung oder sexuellen Missbrauch melden wollten. Wiederum wurde dagegen eingewandt, dass eine generelle Anzeigepflicht gegen die Wünsche des Opfers verstoßen könne und deshalb von Experten abgelehnt werde.
Innerkirchlich gab es seit der Veröffentlichung von Johannes Paul II. Motu proprio Sacramentorum sanctitatis tutela im Jahr 2001, die Verpflichtung „Missbrauchsfälle an Minderjährigen zur Anzeige zu bringen“. Dieser Verpflichtung kamen aber „einige“ nicht nach, sodass Benedikt XVI. 2010 von furchtbarem Versagen sprach. Beispielsweise sei beim ehemaligen Freiburger Erzbischof Robert Zollitsch eine „manifeste vertuschungsgeprägte antijuridische Haltung“ festzustellen.

### Zusammenarbeit der Kirche mit weltlichen Behörden
Das Kirchenrecht bezieht sich auf Taten zu Lasten der Kirche. Es kennt keine generelle Verpflichtung zur Zusammenarbeit mit den weltlichen Strafverfolgungsbehörden, welche Taten zu Lasten Dritter verfolgen.
Die Deutsche Bischofskonferenz erklärte dazu im März 2010:

„Die Kirche unterstützt die staatlichen Strafverfolgungsbehörden bei der Verfolgung sexuellen Missbrauchs Minderjähriger durch Geistliche vorbehaltlos. Sie fordert Geistliche zu einer Selbstanzeige auf, wenn Anhaltspunkte für eine Tat vorliegen, und informiert von sich aus die Strafverfolgungsbehörden. Darauf wird nur unter außerordentlichen Umständen verzichtet, etwa wenn es dem ausdrücklichen Wunsch des Opfers entspricht. […]
 Im Fall des Verdachts sexuellen Missbrauchs Minderjähriger durch einen Geistlichen gibt es ein staatliches und ein kirchliches Strafverfahren. Sie betreffen verschiedene Rechtskreise und sind voneinander völlig getrennt und unabhängig. Das kirchliche Verfahren ist selbstverständlich dem staatlichen Verfahren nicht vorgeordnet. Der Ausgang des kirchlichen Verfahrens hat weder Einfluss auf das staatliche Verfahren noch auf die kirchliche Unterstützung der staatlichen Strafverfolgungsbehörden. Bei der Überarbeitung der Leitlinien der Deutschen Bischofskonferenz soll dieser gesamte Sachverhalt klarer als bisher dargestellt werden.“

Der Anzeigenverzicht gilt laut Manfred Baldus jedoch nur, solange keine Informationen von dritter Seite den Tatverdacht bestätigen und damit das Einschalten der Staatsanwaltschaft zwingend notwendig machen. Nach Ansicht von Norbert Diel ergibt sich darüber hinaus für Deutschland aus dem herrschenden Staatskirchenrecht eine „staatskirchenrechtliche Obliegenheit“ der römisch-katholischen Kirche, Missbrauchsfälle zu melden und vertrauensvoll mit der Staatsanwaltschaft zusammenzuarbeiten. Manfred Baldus pflichtet dieser Sichtweise bei und gibt zu bedenken, dass die Behandlung solcher Vorfälle bei kirchlichen Stellen den seelsorglichen Bereich und damit einen Schwerpunkt kirchlicher Arbeit berühren. Um die erforderliche und gesetzlich geschützte Vertrauensbasis (§ 53 Abs. 1 Nr. 1, § 53a StPO) nicht zu erschüttern, dürfte es daher nach seiner Meinung in der Regel geboten sein, die Weiterleitung einer Verdachtsanzeige an die Staatsanwaltschaft vom ausdrücklichen Einverständnis des Geschädigten abhängig zu machen.
Für die Bemessung der Strafen und disziplinarischen Maßnahmen im Hinblick auf den einheitlichen Sanktionszweck hält Baldus eine ganzheitliche Betrachtung beider Verfahrensergebnisse für angebracht. Beispielsweise könne es für den Inhalt von Bewährungsauflagen und Weisungen im weltlichen Strafverfahren (§§ 56b, 56c StGB) erheblich sein, welche disziplinären Anordnungen im kirchlichen Strafverfahren hinsichtlich der Weiterverwendung oder Nichtverwendung im klerikalen Dienst getroffen worden sind. Ansonsten sieht Baldus bei der Ausgestaltung der konkreten Zusammenarbeit zwischen kirchlichen und staatlichen Stellen vor allem die lokalen Verantwortlichen in den Bistümern in der Pflicht.

## Situation der Opfer

### Ausgangssituation
Die Situation der Opfer war in der Vergangenheit vor allem dadurch geprägt, dass man ihnen entweder nicht glaubte oder ihr Leid nicht sah bzw. nicht sehen wollte. Dies galt in wie außerhalb der Kirche. In kirchlichen und auch in anderen Institutionen, etwa Sportvereinen, war der Umgang der Gesamtgesellschaft mit Missbrauchsopfern noch im Jahr 2010 eher täter- als opferzentriert. Wolfgang Niedecken, der in einem Internat misshandelt und missbraucht worden war, drückte es so aus: „Die Schande bleibt im Moment noch bei den Opfern. Aber die Menschen müssen begreifen, dass die Schande eigentlich beim Täter liegt.“
Da die Anschuldigungen gegen Mitglieder der römisch-katholischen Kirche in der Vergangenheit nicht zentral erfasst wurden, mussten die Ordinariate der einzelnen Bistümer eigenständig damit umgehen. Entsprechend war das jeweilige Vorgehen uneinheitlich und insgesamt mehr von Institutionen- und Verwaltungsdenken als vom Gedanken des Opferschutzes geleitet. Der Mangel an Austausch zwischen zuständigen Stellen innerhalb der römisch-katholischen Kirche beförderte außerdem die Neigung, Missbrauchsfälle als „Einzelfälle“ zu sehen.
Verfahren von der Staatsanwaltschaft wurden in aller Regel eingestellt oder endeten mit niedrigen Bewährungsstrafen; zum Beispiel wurde Peter Hullermann im Juni 1986 zu 18 Monaten Freiheitsstrafe auf Bewährung und 4000 Mark Strafe verurteilt. Hierbei wirkte sich auch aus, dass Opfer früher direkt vor den Tätern aussagen mussten; Angehörige waren oft bestrebt, den „Skandal“ zu vermeiden oder ihren Kindern zusätzliche Belastungen zu ersparen. Beispielsweise bat der Vater eines Missbrauchsopfers das Bistum Aachen, von einer Anzeige gegen den Täter abzusehen. Bei den Heimkindern kam hinzu, dass diese von der Gesellschaft bis weit in das letzte Jahrhundert hinein als schlecht beleumundet angesehen wurden.
Zwar gab es seit jeher in der Kirche eine „Opferseelsorge“. Allerdings war diese eher unstrukturiert und wurde vor allem als Leistung gegenüber dem Opfer und nicht als Ausgleich für erlittenes Unrecht verstanden.

### Verbesserungen
Die Debatte von 2010 wirkte wie ein Katalysator und brachte wichtige Änderungen. Im Februar 2010 schuf die Deutsche Bischofskonferenz das Amt eines Missbrauchsbeauftragten und ernannte den Trierer Bischof Stephan Ackermann zu ihrem Missbrauchsbeauftragten. Mittlerweile haben sämtliche Bistümer und Orden eigene Missbrauchsbeauftragte – erst mit der Schaffung von Missbrauchsbeauftragten in den Bistümern wurden die Leitlinien der Bischofskonferenz von 2002 umgesetzt. Zahlungen zur Anerkennung des Leids wurden seit der Regelung vom März 2011 geleistet; Anfang 2021 wurde der maximale Betrag rückwirkend von (in den meisten Fällen) 5.000 Euro auf 50.000 Euro angehoben (siehe oben).
Bereits der Runde Tisch Heimerziehung (Februar 2009 bis Dezember 2010) beschäftigte sich unter anderem mit sexuellem Missbrauch, allerdings nur im Bereich der Heimerziehung. Ab 2010 wurden staatlicherseits folgende Institutionen zur Aufarbeitung sexuellen Missbrauchs eingerichtet:
- Runder Tisch Sexueller Kindesmissbrauch (April 2010 bis November 2011)
- Unabhängiger Beauftragter der Bundesregierung (seit März 2010) mit Betroffenenrat (seit März 2015)
- Fonds Sexueller Missbrauch (seit Mai 2013)
- Unabhängige Kommission zur Aufarbeitung sexuellen Kindesmissbrauchs (seit Januar 2016)

Von Ende März 2010 bis Dezember 2012 konnten Betroffene eine Hotline der Kirche als zentrale Opferberatungsstelle nutzen, ab Ende Mai 2010 auch ein Hilfetelefon der Unabhängigen Missbrauchsbeauftragten der Bundesregierung. Die Angebote wurden intensiv genutzt. So gab es bei der kirchlichen Hotline in Trier seit Freischaltung innerhalb eines Jahres 27.481 Anrufversuche und 5.064 Gespräche. Dabei wurde ein breites Spektrum der Folgen deutlich, von „Personen, die angaben, lebenslang unter Schädigungen durch schwere sexuelle Traumatisierungen zu leiden oder psychiatrische Probleme zu haben, bis zu solchen, deren Verletzungen erkennbar gut geheilt und bewältigt wurden“. Bei den von Opfern beschriebenen Täterstrategien zeigten sich keine grundlegenden Unterschiede zwischen kirchlichem und nicht-kirchlichem Bereich. Die anrufenden Opfer forderten eine kirchliche „Aufmerksamkeits- und Transparenzkultur“. Häufig wurde gewünscht, „dass die Kirchenleitung die Straftaten an Kindern in ihrem ganzen Ausmaß und den verheerenden Auswirkungen zur Kenntnis nimmt, die Minderjährigen besser schützt und ihnen Hilfe anbietet“.
Missbrauchsopfer organisierten sich in Selbsthilfegruppen und Initiativen, über die sie ihre Interessen eigenständig vertreten haben. Dazu gehören das im April 2010 gegründete Netzwerk Betroffener von sexualisierter Gewalt (netzwerkB) und der ebenfalls im April 2010 gegründete „Eckige Tisch“, eine Vereinigung von Betroffenen aus den deutschen Jesuiten-Gymnasien. Norbert Denef vom netzwerkB protestierte beispielsweise beim Ökumenischen Kirchentag 2010 in München dagegen, dass zu den Podiumsdiskussionen über sexuellen Missbrauch kein einziges Opfer als Diskutant eingeladen worden war. Als er eine Veranstaltung lautstark unterbrach, sagte Bischof Stephan Ackermann: „Der Mann hat doch Recht […] Ich habe das Gefühl, dass die Opfer aus dem Blick geraten.“ Matthias Katsch vom „Eckigen Tisch“ hat die Anliegen der Betroffenen seit 2010 in mehreren Gremien vertreten.
Durch den fortlaufenden Ausbau der kirchlichen Maßnahmen seit 2010 (siehe oben) verbesserte sich schrittweise die Situation der Betroffenen.

### Ignorieren der Opfer
Der ehemalige Kirchenrichter Lorenz Wolf wies darauf hin, dass im Kirchlichen Bereich grundsätzlich zur Bestätigung der Aussage eines Opfers zwei Zeugen notwendig seien, um Beweise für die Täterschaft eines Priesters zu erbringen.
Der Staatskirchenrechtler Josef Isensee stellte ein systemisches Versagen der Kirche in der Frage des sexuellen Missbrauchs und seiner Bekämpfung fest. In einem Interview sagte er im Juni 2022: „Die Perspektive kirchlicher Macht ignorierte die Opfer des Missbrauchs. Die Verurteilung des Missbrauchs Abhängiger hat sich gesellschaftlich durchgesetzt, aber das hat die Kirche mit ungeheurer Verspätung erkannt. Sie muss sich den moralischen Vorwurf gefallen lassen, dass sie das Opfer kirchlicher Macht schutzlos gestellt hat. Das ist auch der Grund, dass sich die Missbrauchsaffäre inzwischen in eine Bischofskrise verwandelt hat. Es ist kein Zufall, dass die Bischöfe, die lange Zeit all diese Dinge weggelogen haben, jetzt wo es ihnen an den Kragen geht, ihrerseits systemische Ursachen geltend machen. Somit wälzen sie ihre persönliche Verantwortung für unverantwortlichen Umgang mit Missbrauchstätern in den eigenen Reihen ab.“

## Einschätzungen zum Ausmaß

### Erste Schätzungen und Daten
Im Juli 2002 schätzte Franz Grave, Weihbischof im Bistum Essen, etwas mehr als zwei Prozent der insgesamt 18.000 Priester in Deutschland seien „pädophil“. Falls Grave damit die Zahl der Priester meinte, die sexuellen Missbrauch verüben, war seine Wortwahl „pädophil“ nicht sachgerecht. Eine Studie der American Psychiatric Association hatte 1999 ergeben, dass Täter, die Kindesmissbrauch verüben, mehrheitlich nicht pädophil sind. Außerdem ist Pädophilie als Neigung von dem Verhalten „sexueller Missbrauch“ zu unterscheiden.
Der katholische Theologe und Psychotherapeut Wunibald Müller schätzte Anfang 2010 anhand von Statistiken aus anderen Ländern, dass auch in Deutschland etwa zwei bis vier Prozent aller katholischen Kleriker – damals also rund 350 bis 700 – Kinder oder Jugendliche sexuell missbrauchen.
Hinweise zur Häufigkeit des sexuellen Missbrauchs in der katholischen Kirche ergaben sich aus dem Angebot der Telefonhotline der Bischofskonferenz. Im Zeitraum März bis Oktober 2010 wurden mehr als 1000 sexuelle Übergriffe berichtet. Davon thematisierten 664 Anrufer Delikte im kirchlichen Umfeld. 432 dieser Delikte wurden durch Priester oder Ordensleute begangen. 393 Sexualdelikte stammten nicht aus dem kirchlichen Umfeld. Die Mehrzahl der Taten geschah von 1950 bis 1980. 16,1 % der Opfer waren einmal, 69,8 % mehrmals und 14,1 % ständig missbraucht worden. 97 % der Anrufenden waren zum Tatzeitpunkt katholisch, 12 % waren mittlerweile ausgetreten.
Der Abschlussbericht der Missbrauchsbeauftragten der Bundesregierung Christine Bergmann lieferte im April 2011 weitere Zahlen. Vom 9. April 2010 bis zum 17. März 2011 gingen 11.395 Anrufe von Betroffenen ein. Davon kam in 6820 Fällen ein Gespräch zustande. Außerdem wandten sich viele Menschen per Brief an die Missbrauchsbeauftragte. Insgesamt kamen so 4573 inhaltlich auswertbare Fälle zustande. Am häufigsten wurde Missbrauch in der Familie (52,1 %) genannt, gefolgt von Missbrauchsfällen im Bereich von Institutionen (32,2 %). Innerhalb der Institutionen geschahen 63 % der Missbrauchsfälle in kirchlichen Einrichtungen. 45 % der Fälle verteilten sich auf katholische Einrichtungen. In 30 % der Fälle wurden diese nicht näher benannt, 9 % der Missbrauchsfälle bezogen sich auf katholische Schulen und weitere 6 % auf katholische Heime. Laut dem Bericht ließ die lückenhafte Datenlage noch keine Schlüsse über die tatsächliche Größenordnung sexuellen Missbrauchs in Deutschland oder über die Häufigkeit bestimmter Tätertypen zu.
Aus dem Kreis des hohen Klerus ist der Gründerbischof des Bistums Essen, Franz Hengsbach, der erste deutsche Kardinal, der unter Missbrauchsverdacht steht. Laut FAZ richtet sich Verdacht gegen zwei weitere deutsche Bischöfe, den früheren Auslandsbischof Emil Stehle und den ehemaligen Hildesheimer Bischof Heinrich Maria Janssen.

### Zahlen 1946–2014 laut MHG-Studie (2018)
In der von der Deutschen Bischofskonferenz in Auftrag gegebenen und im September 2018 veröffentlichten Studie „Sexueller Missbrauch an Minderjährigen durch katholische Priester, Diakone und männliche Ordensangehörige im Bereich der Deutschen Bischofskonferenz“ – wegen der Orte der Universitäten des Forschungskonsortiums (Mannheim – Heidelberg – Gießen) auch „MHG-Studie genannt“ – wurden 38.156 Personalakten, die nach einem bestimmten Schlüssel zusammengestellt wurden, aus den 27 deutschen Bistümern für die Zeit zwischen 1946 und 2014 ausgewertet.
Demnach gab es bei 1670 Klerikern (4,4 Prozent der untersuchten Akten) Hinweise auf Beschuldigungen des sexuellen Missbrauchs Minderjähriger. Darunter waren 1.429 Diözesanpriester (5,1 Prozent der untersuchten Akten der Diözesanpriester), 159 Ordenspriester (2,1 Prozent der untersuchten Akten der Ordenspriester) und 24 hauptamtliche Diakone (1,0 Prozent der untersuchten Akten der Diakone). Bei 54 Prozent der Beschuldigten lagen Hinweise auf ein einziges Opfer vor, bei 42,3 Prozent Hinweise auf mehrere Betroffene (zwischen 2 und 44), der Durchschnitt lag bei 2,5 Betroffenen pro Beschuldigtem. 3677 Kinder und Jugendliche sind als Opfer dieser Taten dokumentiert; 62,8 Prozent von ihnen waren männlich, 34,9 Prozent weiblich, bei 2,3 Prozent fehlten Angaben zum Geschlecht. Das deutliche Überwiegen männlicher Betroffener unterscheidet sich nach Angaben der Forscher vom sexuellen Missbrauch an Minderjährigen in nicht-kirchlichen Zusammenhängen.
Die in der Studie ermittelte Zahl von 3677 Betroffenen spiegelt, so die Forscher, nur das sogenannte „Hellfeld“ wider; aus der Dunkelfeldforschung des sexuellen Missbrauchs sei bekannt, dass die Zahl der tatsächlich betroffenen Personen deutlich höher liege.

### Einordnung
Laut Norbert Nedopil, Klaus Michael Beier und anderen Forschern sind pädophile Neigungen in pädagogischen und kinderbezogenen Berufen, in denen auch Geistliche arbeiten, verbreiteter als in den sonstigen Berufsgruppen – eine Aussage im Sinne der Tätertypisierung von Eberhard Schorsch.
Bis März 2010 wurden in Deutschland mehr als 250 Fälle von Missbrauch in der römisch-katholischen Kirche bekannt, die sich auf mehrere Jahrzehnte verteilten (überwiegend Fälle aus den 1950er- bis 1980er-Jahren). Dem standen laut der polizeilichen Kriminalstatistik in den Jahren 2002 bis 2009 etwa 12.000 bis 16.000 Opfer sexuellen Missbrauchs pro Jahr gegenüber (Tendenz fallend).
Hans-Ludwig Kröber, Professor für Forensische Psychiatrie an der Charité Berlin, kam 2010 zu dem Ergebnis, dass katholische Geistliche sich seit 1995 statistisch deutlich seltener an Kindern und Jugendlichen vergangen hatten als nicht zölibatär lebende Männer in Deutschland. Er verglich Zahlen aus Polizeiakten mit aktuellen Angaben von 24 der 27 deutschen Bistümer, die das Nachrichtenmagazin Spiegel befragt hatte. Es waren etwa 210.000 polizeilich erfasste Fälle von Kindesmissbrauch seit 1995 und 94 bekannt gegebene Verdachtsfälle innerhalb der katholischen Kirche. Daraus folgerte Kröber, dass bei nicht zölibatär lebenden Männern die Wahrscheinlichkeit, Täter zu werden, 36-fach höher sei als bei Priestern. Diese Einschätzung wurde vom Vorstand der Giordano-Bruno-Stiftung kritisiert. Deren Sprecher Michael Schmidt-Salomon erklärte, abgesehen von der fragwürdigen Methodik sei die Datenlage „höchst problematisch“.
Der Kriminologe Christian Pfeiffer schrieb im März 2010, von den seit 1995 bekanntgewordenen Missbrauchstätern seien nur 0,1 % Geistliche gewesen. Wenn man auch das Dunkelfeld einbeziehe und beispielsweise annehme, bei Priestern und Kirchenmitarbeitern sei die Dunkelfeldquote dreimal höher als in anderen Bereichen der Gesellschaft, ergebe sich ein Anteil von 0,3 %. Pfeiffer resümierte, dass die katholische Kirche kein quantitatives, sondern ein qualitatives Problem habe. Er verwies auf das moralische Auftreten von katholischen Geistlichen und auf den bisher problematischen Umgang mit Missbrauchsfällen.
Hans-Ludwig Kröber sagte im Dezember 2010, die Medien seien bei der Veröffentlichung „immer neuer Fälle“ einfach immer weiter zeitlich zurückgegangen. Zudem sei in der öffentlichen Diskussion sexueller Missbrauch und eine sogenannte Prügel-Pädagogik oft vermischt worden. Trotz der hohen Aufmerksamkeit in der Öffentlichkeit handele es sich bei den bekanntgewordenen Missbrauchsfällen um „kein Phänomen der Gegenwart, sondern um Delikte, die zumeist mit dem Ende der 90er Jahre enden“. Diese Einschätzung wurde durch eine repräsentative Studie des Kriminologischen Forschungsinstituts Niedersachsen vom Oktober 2011 bestätigt, die einen deutlichen Rückgang von Missbrauchsfällen in der Gesellschaft seit 1992 zeigte. Haupttäter waren nahe männliche Verwandte.
Ursula Enders, Leiterin von Zartbitter, einer Einrichtung gegen sexuellen Missbrauch an Mädchen und Jungen in Köln, wies 2012 darauf hin, dass es ihrer Erfahrung nach keinen Unterschied in den Fallzahlen zwischen katholischer und evangelischer Kirche gebe.
Der Gerichtspsychiater Reinhard Haller sagte im Juni 2019 bei einer Fachtagung, deutsche Untersuchungen zufolge seien nur drei Promille der Missbrauchsvorfälle auf kirchliche Institutionen zurückzuführen. 30 Prozent der Anzeigen wegen Missbrauchs seien Fehlanzeigen mit oft unangenehmen Folgen für die Beschuldigten.

### Angaben zum Dunkelfeld
Die Dunkelziffer wird bei Taten sexuellen Missbrauchs allgemein als sehr hoch eingeschätzt. In dem von Bischof Reinhard Marx in Auftrag gegebenen Gutachten der Anwaltskanzlei Westpfahl, Spilker, Wastl über Missbrauchsfälle im Erzbistum München und Freising, das im Dezember 2010 veröffentlicht wurde, gingen die Gutachter von einer besonders hohen Dunkelziffer aus. Im Erzbistum München und Freising waren Akten vernichtet worden, andere Akten waren in Privatwohnungen gelagert worden.
Der Ulmer Kinderpsychiater Jörg Fegert versuchte sich der Dunkelziffer anhand einer repräsentativen Umfrage anzunähern, deren Ergebnisse im März 2019 vorlagen. Rund 2500 Personen wurden zu Erfahrungen mit sexuellem Missbrauch in ihrer Kindheit und Jugend befragt. 4 Befragte (0,16 Prozent) von ihnen gaben an, in einer Einrichtung der katholischen Kirche missbraucht worden zu sein. Ebenfalls 4 Befragte hatten laut Selbstauskunft Missbrauch in einer Einrichtung der evangelischen Kirche erlebt, 7 Befragte im Sportbereich und 36 Befragte im schulischen Bereich. Hochgerechnet auf die Gesamtbevölkerung ab einem Alter von 15 Jahren ergäben sich folgende ungefähre Zahlen: 114.000 Missbrauchsopfer im Bereich der katholischen Kirche, ebenfalls 114.000 im Bereich der evangelischen Kirche, 200.000 im Bereich Sport und eine Million im Bereich Schule. Wegen der geringen Ausgangszahlen aus der Stichprobe sind solche Hochrechnungen jedoch nicht seriös möglich. Das Ergebnis der Umfrage sollte stattdessen anhand eines Konfidenzintervalls beschrieben werden, zum Beispiel: „Mit 95-prozentiger Wahrscheinlichkeit liegt die Zahl der Opfer von Missbrauch in der katholischen Kirche zwischen 28.000 und 280.000.“ Auch diese Angabe setzt allerdings voraus, dass die Befragten zuverlässig geantwortet haben, das heißt, dass sich unter den rund 2500 Befragten tatsächlich genau 4 Opfer von Missbrauch in der katholischen Kirche befanden.

## Rezeption in der Kunst

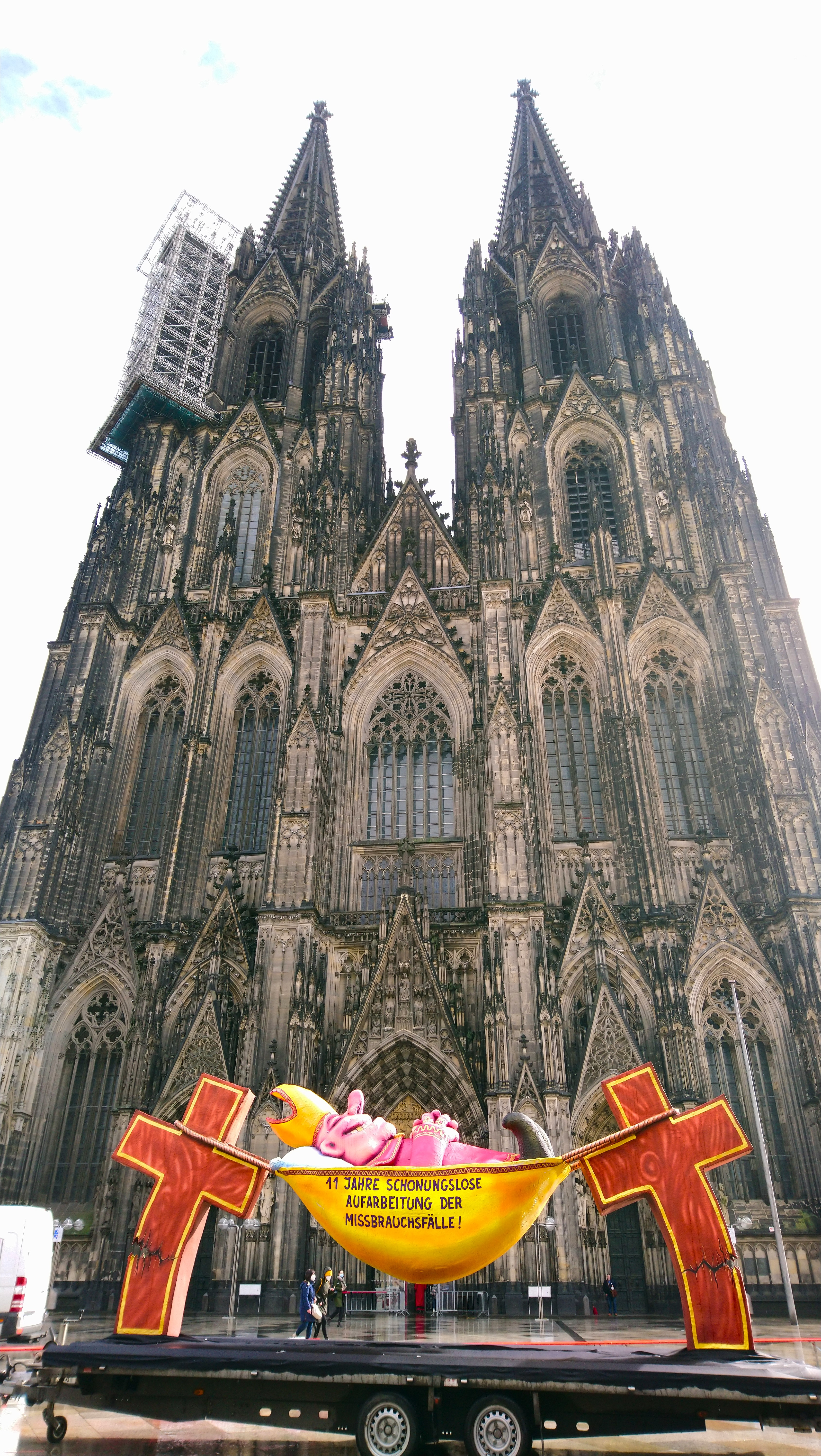
Hängemattenbischof vor dem Kölner Dom anlässlich der Veröffentlichung des Missbrauchsgutachtens des Erzbistums Köln im Jahr 2021.

Der Künstler Jacques Tilly schuf 2019 die Großplastik Hängemattenbischof. Sie hat die Aufschrift „Die schonungslose Aufarbeitung der Missbrauchsfälle“ mit fortlaufender Jahreszählung und zeigt einen schlafenden Bischof mit zufriedenem Gesichtsausdruck in einer Hängematte, die an zwei verbogenen Kreuzen befestigt ist, die unter dem Gewicht kurz vor einem Bruch stehen. Sie wurde von der Giordano-Bruno-Stiftung in verschiedenen Kunstaktionen im In- und Ausland eingesetzt. Es beteiligten sich u. a. das Aktionsbündnis Betroffeneninitiativen: Eckiger Tisch e. V., MoJoRed e. V. – Missbrauchsopfer-Josephinum-Redemptoristen, Betroffeneninitiative-Hildesheim, Initiative Ehemaliger Johanneum Homburg, Betroffeneninitiative kirchlicher Missbrauch Süddeutschland e. V., Selbsthilfe Missbrauch Münster, Selbsthilfe Missbrauch Rhede, Initiative für einen Gedenkort am Johanneum sowie Missbrauchsopfer & Betroffene im Bistum Trier MissBiT e. V. Die Kunstaktionen in Verbindung mit Protestaktionen fanden große mediale Aufmerksamkeit.

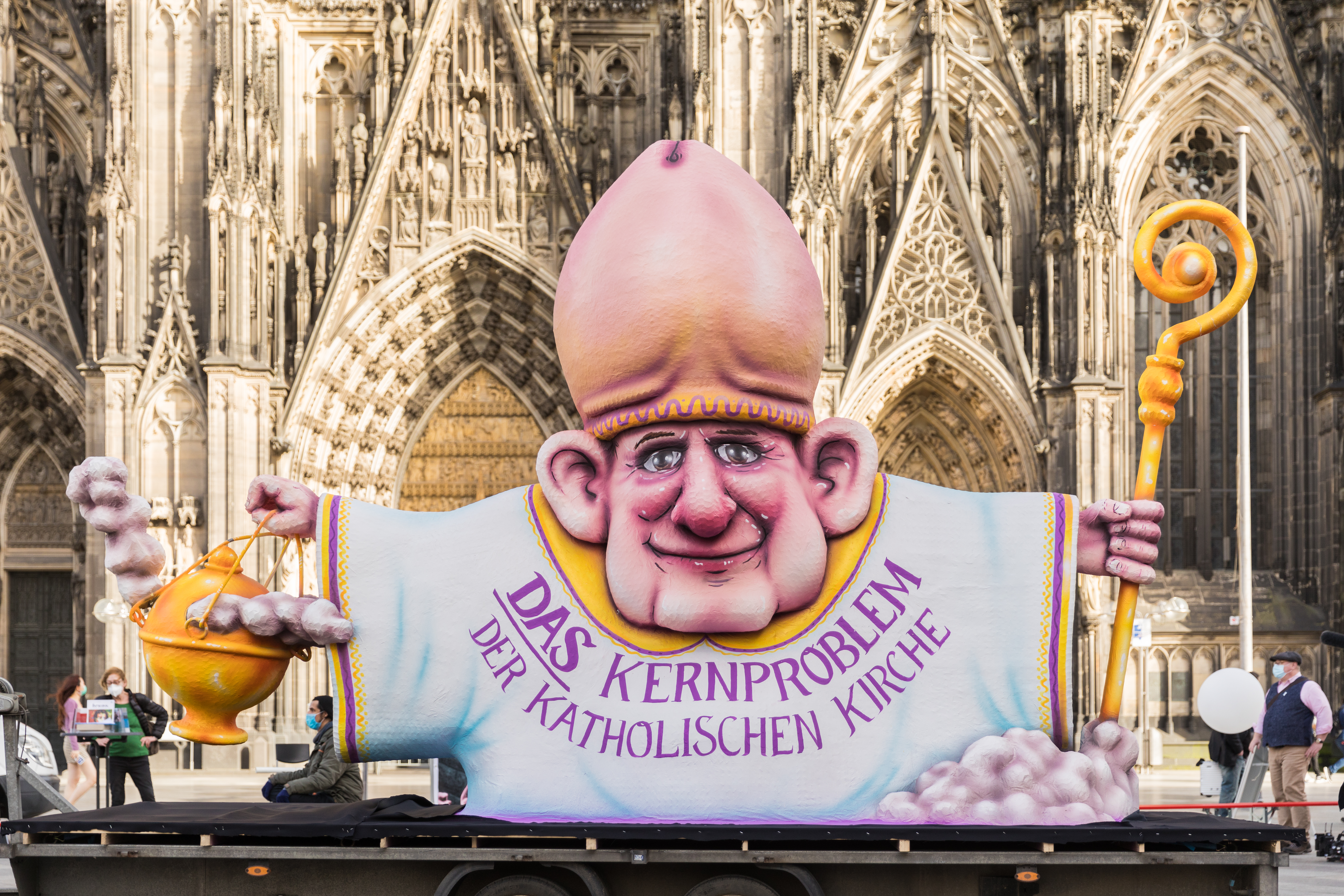
Eichelbischof (2021)

Ebenfalls von Tilly stammt die Großplastik Eichelbischof aus dem Jahr 2021. Zu sehen ist die Gestalt eines Bischofs mit Bischofsstab und Weihrauchfass, der als Mitra die Eichel eines Penis trägt mit der Aufschrift „Das Kernproblem der katholischen Kirche“. Die Plastik soll nach Angaben des Künstlers auf die unzureichende Aufarbeitung des Missbrauchsskandals sowie die negativen Auswirkungen der kirchlichen Sexualmoral im Allgemeinen und der männlichen Dominanz in der katholischen Kirche im Besonderen zeigen.

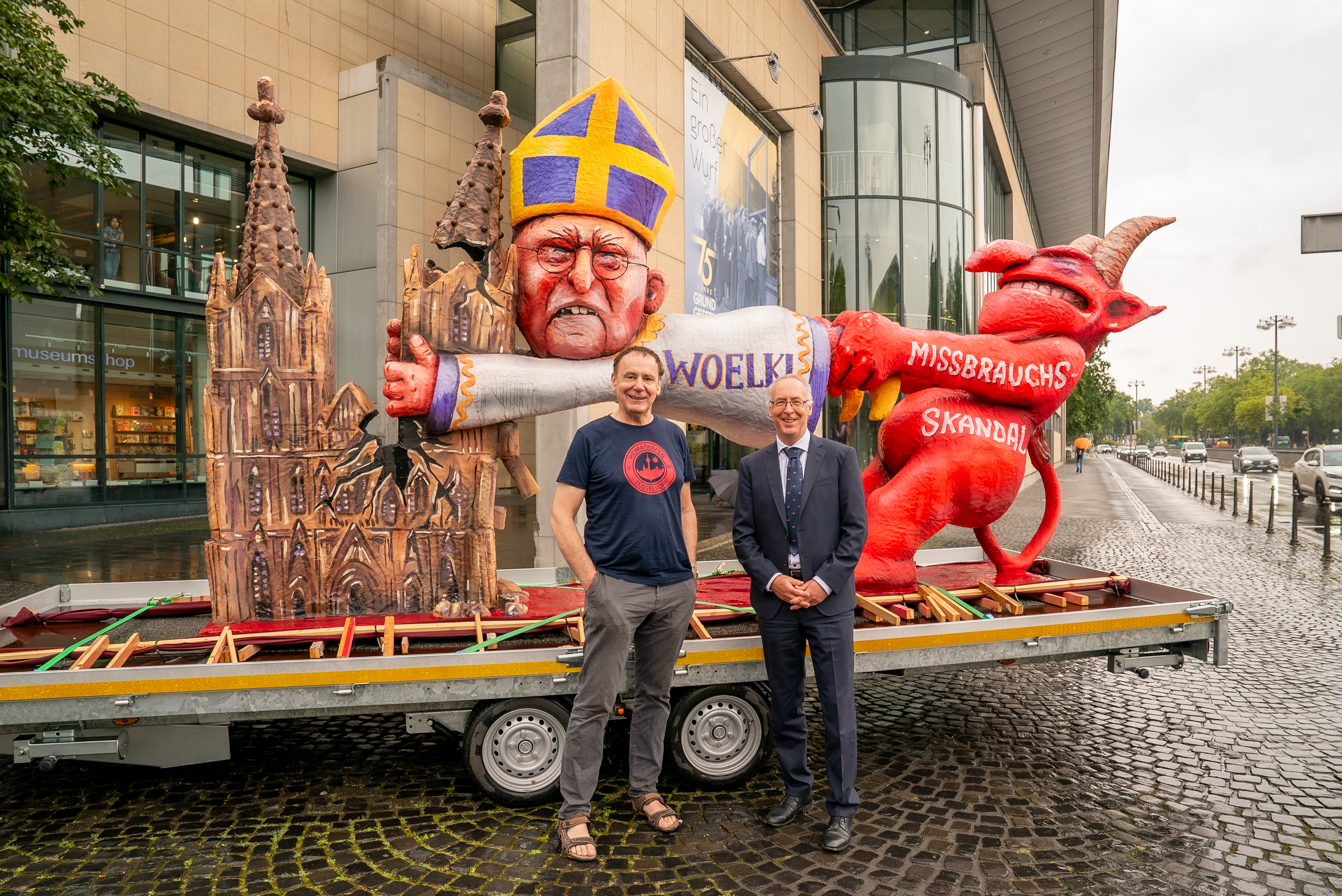
Der Klammer-Woelki bei der Aufnahme in das Haus der Geschichte mit Künstler Jacques Tilly (links) und Sammlungsdirektor Manfred Wichmann (rechts) (2024).

Tillys Großplastik Der Klammer-Woelki wurde 2024 als Exponat in das Haus der Geschichte der Bundesrepublik Deutschland in Bonn aufgenommen. Dort soll sie am Beispiel des Kölner Kardinals die Dimension des sexuellen Missbrauchs an Kindern und Jugendlichen in der römisch-katholischen Kirche „sehr aussagekräftig“ darstellen, so der Sammlungsdirektor Manfred Wichmann.

## Filme
Dokumentarfilme
- Tatort Kirche: Sexueller Missbrauch durch Priester. Dokumentarfilm von Thomas Leif und Annette Wagner. SWR, 2002.[24]
- Das Schweigen der Männer – Die katholische Kirche und der Kindesmissbrauch. ARD, 2015, 44 Min.[298]
- #Female Pleasure. Schweiz, Deutschland, 2018. Der Film thematisiert unter anderem die Auseinandersetzung von Doris Wagner mit dem von ihr erlebten Missbrauch in einer katholischen Gemeinschaft.
- Eine Frau kämpft um Aufklärung. BR-Fernsehen, 2019. Der Film dokumentiert ein langes Gespräch zwischen Doris Wagner und Kardinal Schönborn.[299]

Spielfilm
- Verfehlung. Deutschland, 2015.